# Duitsland op de Olympische Zomerspelen 2016
Duitsland nam deel aan de Olympische Zomerspelen 2016 in Rio de Janeiro, Brazilië. Het nationaal olympisch comité zond meer atleten naar de Spelen dan vier jaar eerder: 422 atleten, actief in 27 verschillende sporten. Voor Duitsland was het kanovaren de meest succesvolle olympische sport (viermaal goud), gevolgd door de schietsport (driemaal goud).

## Medailleoverzicht
| Sport          | Olympiër                                                                    | Discipline                  | Medaille |
| -------------- | --------------------------------------------------------------------------- | --------------------------- | -------- |
| Atletiek       | Christoph Harting                                                           | discuswerpen (m)            | Goud     |
| Atletiek       | Thomas Röhler                                                               | speerwerpen (m)             | Goud     |
| Gymnastiek     | Fabian Hambüchen                                                            | rekstok (m)                 | Goud     |
| Kanovaren      | Sebastian Brendel                                                           | C1 1000m (m)                | Goud     |
| Kanovaren      | Max Rendschmidt Marcus Groß                                                 | K2 1000m (m)                | Goud     |
| Kanovaren      | Sebastian Brendel Jan Vandrey                                               | C2 1000m (m)                | Goud     |
| Kanovaren      | Max Rendschmidt Tom Liebscher Max Hoff Marcus Groß                          | K4 1000 (m)                 | Goud     |
| Paardensport   | Michael Jung                                                                | eventing individueel        | Goud     |
| Paardensport   | Sönke Rothenberger Dorothee Schneider Kristina Bröring-Sprehe Isabell Werth | dressuur team               | Goud     |
| Roeien         | Philipp Wende Lauritz Schoof Karl Schulze Hans Gruhne                       | dubbel vier (m)             | Goud     |
| Roeien         | Annekatrin Thiele Carina Bär Julia Lier Lisa Schmidla                       | dubbel vier (v)             | Goud     |
| Schieten       | Barbara Engleder                                                            | kleinkaliber 3 posities (v) | Goud     |
| Schieten       | Henri Junghänel                                                             | kleinkaliber liggend (m)    | Goud     |
| Schieten       | Christian Reitz                                                             | 25m snelvuur (m)            | Goud     |
| Voetbal        | vrouwenteam                                                                 | vrouwen                     | Goud     |
| Volleybal      | Laura Ludwig Kira Walkenhorst                                               | beachvolleybal (v)          | Goud     |
| Wielersport    | Kristina Vogel                                                              | sprint (v)                  | Goud     |
|                |                                                                             |                             |          |
| Boogschieten   | Lisa Unruh                                                                  | individueel (v)             | Zilver   |
| Kanovaren      | Franziska Weber Tina Dietze                                                 | K2 500m (v)                 | Zilver   |
| Kanovaren      | Sabrina Hering Franziska Weber Steffi Kriegerstein Tina Dietze              | K4 500m (v)                 | Zilver   |
| Paardensport   | Julia Krajewski Sandra Auffarth Ingrid Klimke Michael Jung                  | eventing team               | Zilver   |
| Paardensport   | Isabell Werth                                                               | dressuur individueel        | Zilver   |
| Schieten       | Monika Karsch                                                               | 25m pistool (v)             | Zilver   |
| Roeien         | mannenacht                                                                  | acht (m)                    | Zilver   |
| Tafeltennis    | Han Ying Petrissa Solja Shan Xiaona                                         | team (v)                    | Zilver   |
| Tennis         | Angelique Kerber                                                            | enkelspel (v)               | Zilver   |
| Voetbal        | mannenteam                                                                  | mannen                      | Zilver   |
|                |                                                                             |                             |          |
| Atletiek       | Daniel Jasinski                                                             | discuswerpen (m)            | Brons    |
| Boksen         | Artem Harutyunyan                                                           | halfweltergewicht (m)       | Brons    |
| Gymnastiek     | Sophie Scheder                                                              | brug ongelijke leggers (v)  | Brons    |
| Handbal        | mannenteam                                                                  | mannentoernooi              | Brons    |
| Hockey         | mannenteam                                                                  | mannentoernooi              | Brons    |
| Hockey         | vrouwenteam                                                                 | vrouwentoernooi             | Brons    |
| Judo           | Laura Vargas Koch                                                           | –70 kg (v)                  | Brons    |
| Kanovaren      | Ronald Rauhe                                                                | K1 200m (m)                 | Brons    |
| Paardensport   | Kristina Broring-Sprehe                                                     | dressuur individueel        | Brons    |
| Paardensport   | Daniel Deusser Meredith Michaels-Beerbaum Ludger Beerbaum Christian Ahlmann | springen team               | Brons    |
| Schoonspringen | Patrick Hausding                                                            | 3 meter (m)                 | Brons    |
| Tafeltennis    | Dimitrij Ovtcharov Timo Boll Bastian Steger                                 | team (m)                    | Brons    |
| Wielersport    | Kristina Vogel Miriam Welte                                                 | teamsprint (v)              | Brons    |
| Worstelen      | Denis Kudla                                                                 | –85 kg Grieks-Romeins (m)   | Brons    |
| Zeilen         | Erik Heil Thomas Ploessel                                                   | 49er (m)                    | Brons    |

## Deelnemers
(m) = mannen, (v) = vrouwen, (g) = gemengd

### Atletiek

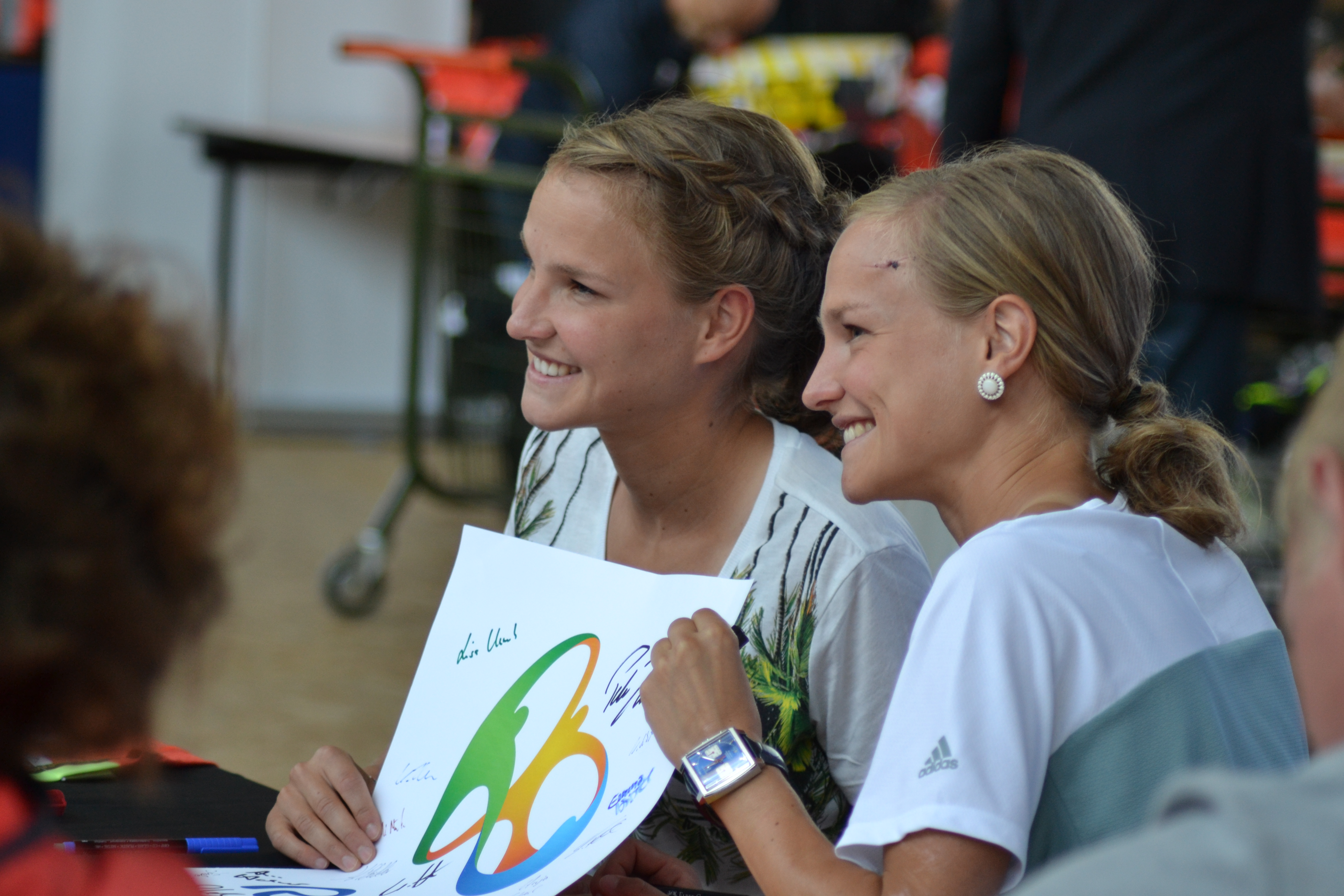
Marathonloopsters Anna en Lisha Hahner

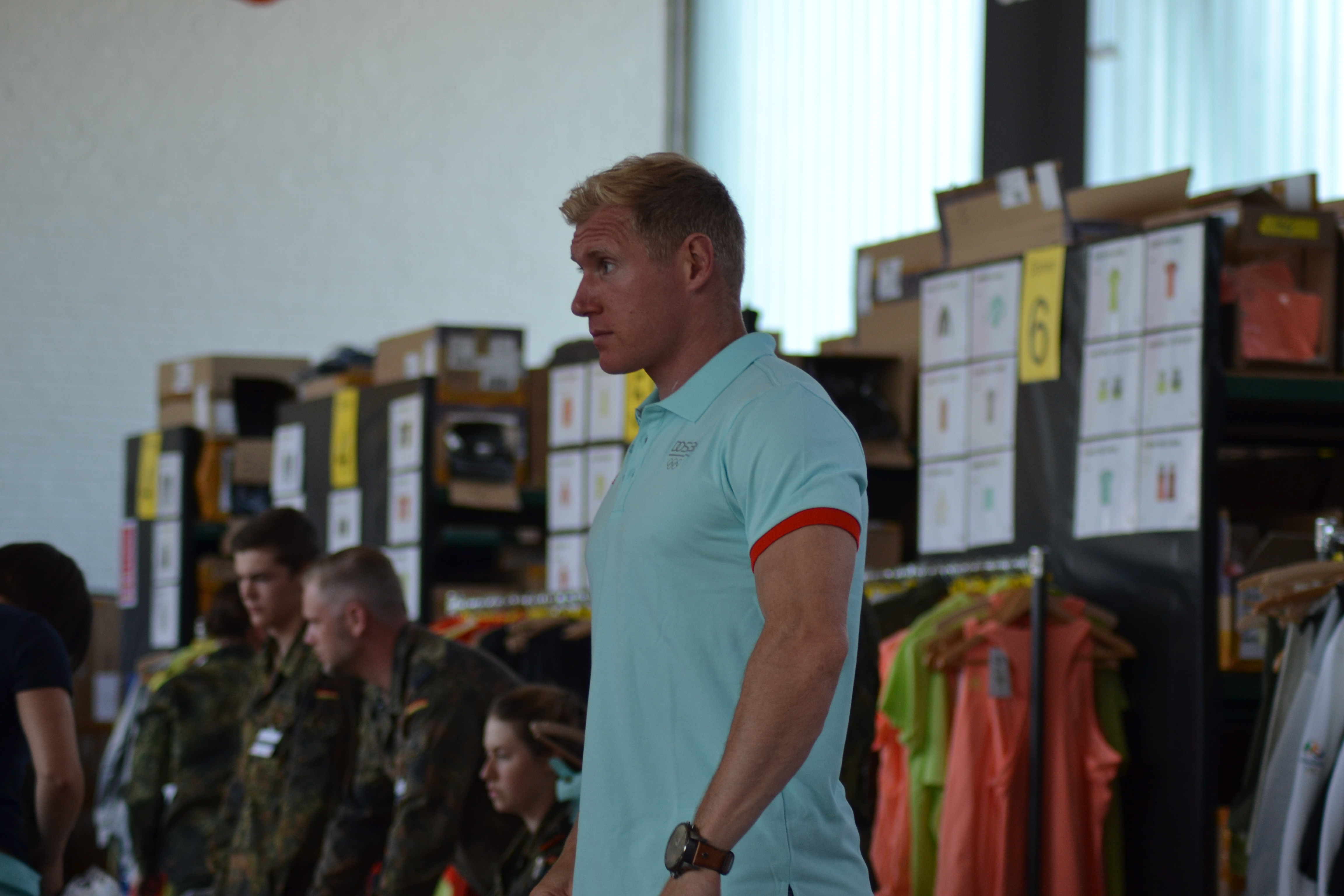
Arthur Abele

| Olympiër                                                                                            | Discipline               | Resultaat    | Prestatie                                                      |
| --------------------------------------------------------------------------------------------------- | ------------------------ | ------------ | -------------------------------------------------------------- |
| Julian Reus                                                                                         | 100m (m)                 | series       | series: 10,34 (7e)                                             |
| Aleixo-Platini Menga                                                                                | 200m (m)                 | series       | series: 20,80 (5e)                                             |
| Homiyu Tesfaye                                                                                      | 1500m (m)                | series       | series: 3.47,44 (7e)                                           |
| Florian Orth                                                                                        | 5000m (m)                | series       | series: 13.28,88 (14e)                                         |
| Richard Ringer                                                                                      | 5000m (m)                | series       | series: 14.05,01 (20e)                                         |
| Matthias Bühler                                                                                     | 110m horden (m)          | series       | series: 13,82 (6e)                                             |
| Alexander John                                                                                      | 110m horden (m)          | series       | series: dsq                                                    |
| Gregor Traber                                                                                       | 110m horden (m)          | series       | series: 13,50 (3e) halve finale: 13,43 (4e)                    |
| Robin Erewa Robert Hering Sven Knipphals Lucas Jakubczyk Julian Reus Alexander Kosenkow Roy Schmidt | 4×100m (m)               | series       | series: 38,26 (6e)                                             |
| Julian Flügel                                                                                       | marathon (m)             | 71e          | 2:20.47 (71e)                                                  |
| Philipp Pflieger                                                                                    | marathon (m)             | 55e          | 2:18.56 (55e)                                                  |
| Nils Brembach                                                                                       | 20km snelwandelen (m)    | 38e          | 1:23.46 (38e)                                                  |
| Christopher Linke                                                                                   | 20km snelwandelen (m)    | 5e           | 1:20.00 (5e)                                                   |
| Hagen Pohle                                                                                         | 20km snelwandelen (m)    | 18e          | 1:21.44 (18e)                                                  |
| Carl Dohmann                                                                                        | 50km snelwandelen (m)    | DNF          | DNF                                                            |
| Hagen Pohle                                                                                         | 50km snelwandelen (m)    | DNF          | DNF                                                            |
| Alyn Camara                                                                                         | verspringen (m)          | 30e          | kwalificaties: 5,16 m (30e)                                    |
| Fabian Heinle                                                                                       | verspringen (m)          | 18e          | kwalificaties: 7,79 m (18e)                                    |
| Max Hess                                                                                            | hink-stap-springen (m)   | 15e          | kwalificaties: 16,56 m (15e)                                   |
| Eike Onnen                                                                                          | hoogspringen (m)         | 24e          | kwalificaties: 2,26 m (24e)                                    |
| Mateusz Przybylko                                                                                   | hoogspringen (m)         | 28e          | kwalificaties: 2,22 m (28e)                                    |
| Karsten Dilla                                                                                       | polsstokhoogspringen (m) | 28e          | kwalificaties: 5,30 m (28e)                                    |
| Raphael Holzdeppe                                                                                   | polsstokhoogspringen (m) | 26e          | kwalificaties: 5,45 m (26e)                                    |
| Tobias Scherbarth                                                                                   | polsstokhoogspringen (m) | 25e          | kwalificaties: 5,45 m (25e)                                    |
| Tobias Dahm                                                                                         | kogelstoten (m)          | 22e          | kwalificaties: 19,62 m (22e)                                   |
| David Storl                                                                                         | kogelstoten (m)          | 10e          | kwalificaties: 20,47 m (10e)                                   |
| Christoph Harting                                                                                   | discuswerpen (m)         | Goud         | kwalificaties: 65,41 m (3e) finale: 68,37 m (1e)               |
| Robert Harting                                                                                      | discuswerpen (m)         | 15e          | kwalificaties: 62,21 m (15e)                                   |
| Daniel Jasinski                                                                                     | discuswerpen (m)         | Brons        | kwalificaties: 62,83 m (11e) finale: 67,05 m (3e)              |
| Thomas Röhler                                                                                       | speerwerpen (m)          | Goud         | kwalificaties: 83,01 m (9e) finale: 90,30 m (1e)               |
| Johannes Vetter                                                                                     | speerwerpen (m)          | 4e           | kwalificaties: 85,86 m (2e) finale: 85,32 m (4e)               |
| Julian Weber                                                                                        | speerwerpen (m)          | 9e           | kwalificaties: 84,46 m (3e) finale: 81,36 m (9e)               |
| Arthur Abele                                                                                        | tienkamp (m)             | 15e          | totaal: 8013 punten                                            |
| Rico Freimuth                                                                                       | tienkamp (m)             | DNF          | DNF                                                            |
| Kai Kazmirek                                                                                        | tienkamp (m)             | 4e           | totaal: 8580 punten                                            |
| |                          |              |                                                                |
| Rebekka Haase                                                                                       | 100m (v)                 | series       | series: 11.47 (5e)                                             |
| Tatjana Pinto                                                                                       | 100m (v)                 | halve finale | series: 11.31 (2e) halve finale: 11.32 (7e)                    |
| Nadine Gonska                                                                                       | 200m (v)                 | series       | series: 23,03 (4e)                                             |
| Gina Lückenkemper                                                                                   | 200m (v)                 | halve finale | series: 22,80 (3e) halve finale: 22,73 (5e)                    |
| Lisa Mayer                                                                                          | 200m (v)                 | halve finale | series: 22,86 (2e) halve finale: 22,90 (7e)                    |
| Ruth-Sophia Spelmeyer                                                                               | 400m (v)                 | halve finale | series: 51,43 (3e), PR halve finale: 51,61 (6e)                |
| Christina Hering                                                                                    | 800m (v)                 | series       | series: 2.01,04 (7e)                                           |
| Fabienne Kohlmann                                                                                   | 800m (v)                 | series       | series: 2.05,36 (7e)                                           |
| Konstanze Klosterhalfen                                                                             | 1500m (v)                | halve finale | series: 4.11,76 (5e) halve finale: 4.07,26 (10e)               |
| Pamela Dutkiewicz                                                                                   | 100m horden (v)          | halve finale | series: 12,90 (3e) halve finale: 12,92 (4e)                    |
| Nadine Hildebrand                                                                                   | 100m horden (v)          | series       | series: 12,84 (2e) halve finale: 12,95 (4e)                    |
| Cindy Roleder                                                                                       | 100m horden (v)          | 5e           | series: 12,86 (1e) halve finale: 12,69 (3e) finale: 12,74 (5e) |
| Jackie Baumann                                                                                      | 400m horden (v)          | series       | series: 59,04 (6e)                                             |
| Sanaa Koubaa                                                                                        | 3000m steeplechase (v)   | series       | series: 9.35,15 (9e), PR                                       |
| Gesa Felicitas Krause                                                                               | 3000m steeplechase (v)   | 6e           | series: 9.19,70 (3e) finale: 9.18,41 (6e), PR                  |
| Maya Rehberg                                                                                        | 3000m steeplechase (v)   | series       | series: 9.51,73 (15e)                                          |
| Alexandra Burghardt Rebekka Haase Yasmin Kwadwo Tatjana Pinto                                       | 4×100m (v)               | 4e           | series: 42,18 (1e) finale: 42,10 (4e)                          |
| Daniela Ferenz Lara Hoffmann Friederike Möhlenkamp Laura Müller                                     | 4×400m (v)               | series       | series: 3.26,02 (5e)                                           |
| Anna Hahner                                                                                         | marathon (v)             | 81e          | 2:45.32 (81e)                                                  |
| Lisa Hahner                                                                                         | marathon (v)             | 82e          | 2:45.33 (82e)                                                  |
| Anja Scherl                                                                                         | marathon (v)             | 44e          | 2:37.23 (44e)                                                  |
| Malaika Mihambo                                                                                     | verspringen (v)          | 4e           | kwalificaties: 6,82 m (2e) finale: 6,95 m (4e), PR             |
| Sosthene Moguenara                                                                                  | verspringen (v)          | 10e          | kwalificaties: 6,55 m (11e) finale: 6,61 m (10e)               |
| Alexandra Wester                                                                                    | verspringen (v)          | 34e          | kwalificaties: 5,98 m (34e)                                    |
| Jenny Elbe                                                                                          | hink-stap-springen (v)   | 13e          | kwalificaties: 14,02 m (13e)                                   |
| Kristin Gierisch                                                                                    | hink-stap-springen (v)   | 11e          | kwalificaties: 14,26 m (4e) finale: 13,96 m (11e)              |
| Marie-Laurence Jungfleisch                                                                          | hoogspringen (v)         | 7e           | kwalificaties: 1,94 m (12e) finale: 1,93 m (7e)                |
| Annika Roloff                                                                                       | polsstokhoogspringen (v) | 21e          | kwalificaties: 4,45 m (21e)                                    |
| Lisa Ryzih                                                                                          | polsstokhoogspringen (v) | 10e          | kwalificaties: 4,60 m (2e) finale: 4,50 m (10e)                |
| Martina Strutz                                                                                      | polsstokhoogspringen (v) | 9e           | kwalificaties: 4,60 m (7e) finale: 4,60 m (9e)                 |
| Sara Gambetta                                                                                       | kogelstoten (v)          | 20e          | kwalificaties: 17,24 m (20e)                                   |
| Christina Schwanitz                                                                                 | kogelstoten (v)          | 6e           | kwalificaties: 19,18 m (2e) finale: 19,03 m (6e)               |
| Shanice Craft                                                                                       | discuswerpen (v)         | 11e          | kwalificaties: 60,23 m (12e) finale: 59,85 m (11e)             |
| Julia Fischer                                                                                       | discuswerpen (v)         | 9e           | kwalificaties: 61,83 m (9e) finale: 62,67 m (9e)               |
| Nadine Müller                                                                                       | discuswerpen (v)         | 6e           | kwalificaties: 63,67 m (5e) finale: 63,13 m (6e)               |
| Christin Hussong                                                                                    | speerwerpen (v)          | 12e          | kwalificaties: 62,17 m (11e) finale: 57,70 m (12e)             |
| Christina Obergföll                                                                                 | speerwerpen (v)          | 8e           | kwalificaties: 62,18 m (10e) finale: 62,92 m (8e)              |
| Linda Stahl                                                                                         | speerwerpen (v)          | 11e          | kwalificaties: 63,95 m (4e) finale: 59,71 m (11e)              |
| Betty Heidler                                                                                       | kogelslingeren (v)       | 4e           | kwalificaties: 71,17 m (6e) finale: 73,71 m (4e)               |
| Kathrin Klaas                                                                                       | kogelslingeren (v)       | 18e          | kwalificaties: 67,92 m (18e)                                   |
| Charlene Woitha                                                                                     | kogelslingeren (v)       | 29e          | kwalificaties: 62,50 m (29e)                                   |
| Jennifer Oeser                                                                                      | zevenkamp (v)            | 9e           | totaal: 6401 punten (9e)                                       |
| Claudia Rath                                                                                        | zevenkamp (v)            | 14e          | totaal: 6270 punten (14e)                                      |
| Carolin Schäfer                                                                                     | zevenkamp (v)            | 5e           | totaal: 6540 (5e)                                              |

### Badminton
| Olympiër                         | Discipline     | Resultaat  | Prestatie |
| -------------------------------- | -------------- | ---------- | --- |
| Marc Zwiebler                    | enkelspel (m)  | groepsfase | groepsfase verloor van Scott Evans (21–9, 17–21, 7–21) won van Ygor Coelho de Oliveira (21–12, 21–12)                                                                            |
| Michael Fuchs Johannes Schöttler | dubbelspel (m) | groepsfase | groepsfase verloren van Fu Haifeng/Zhang Nan (11–21, 16–21) wonnen van Phillip Chew/Sattawat Pongnairat (21–14, 21–14) verloren van Goh V Shem/Tan Wee Kiong (14–21, 17–21)      |
|                                  |                |            | |
| Karin Schnaase                   | enkelspel (v)  | groepsfase | groepsfase verloor van Wang Yihan (11–21, 16–21) won van Chloe Magee (21–14, 21–19)                                                                                              |
| Johanna Goliszewski Carla Nelte  | dubbelspel (v) | groepsfase | groepsfase verloren van Tang Yuanting/Yu Yang (10–21, 11–21) verloren van Chang Ye-na/Lee So-hee (18–21, 21–18, 17–21) verloren van Gabriela Stoeva/Stefani Stoeva (14–21, 19–21 |
|                                  |                |            | |
| Michael Fuchs Birgit Michels     | dubbelspel (g) | groepsfase | groepsfase wonnen van Zhang Nan/Zhao Yunlei (19–21, 16–21) verloren van Praveen Jordan/Debby Susanto (16–21, 15–21) verloren van Lee Chun Hei/Chau Hoi Wah (17–21, 14–21)        |

### Boksen
| Olympiër          | Discipline | Resultaat    | Prestatie |
| ----------------- | ---------- | ------------ | --- |
| Hamza Touba       | –52kg (m)  | eerste ronde | eerste ronde verloor van Elie Konki (0–3)                                                                                               |
| Artem Harutyunyan | –64kg (m)  | Brons        | tweede ronde won van Arthur Biyarslanov (2–0) kwartfinale won van Batuhan Gözgeç (3–0) halve finale verloor van Lorenzo Sotomayor (0–3) |
| Arajik Marutjan   | –69kg (m)  | eerste ronde | eerste ronde verloor van Gabriel Maestre (1–2)                                                                                          |
| Serge Michel      | –81kg (m)  | eerste ronde | eerste ronde verloor van Carlos Andres Mina (0–3)                                                                                       |
| David Graf        | –91kg (m)  | eerste ronde | eerste ronde verloor van Yamil Peralta (1–2)                                                                                            |
| Erik Pfeifer      | +91kg (m)  | eerste ronde | eerste ronde verloor van Clayton Laurent (1–2)                                                                                          |

### Boogschieten
| Olympiër      | Discipline      | Resultaat | Prestatie |
| ------------- | --------------- | --------- | --- |
| Florian Floto | individueel (m) | 9de       | plaatsingsronde: 11de met 677 punten eerste ronde won van Samuli Piippo (6–0) tweede ronde won van Khairul Anuar Mohamad (6–4) derde ronde verloor van Ku Bon-chan (4–6) |
|               |                 |           | |
| Lisa Unruh    | individueel (v) | Zilver    | plaatsingsronde: 21ste met 640 punten eerste ronde won van Leidys Brito (6–2) tweede ronde won van Gabriela Bayardo (6–2) derde ronde won van Cao Hui (6–2) kwartfinale won van Tan Ya-ting (6–5) halve finale won van Alejandra Valencia (6–2) finale verloor van Chang Hye-jin (2–6) |

### Gewichtheffen
| Olympiër         | Discipline | Resultaat | Prestatie                                                           |
| ---------------- | ---------- | --------- | ------------------------------------------------------------------- |
| Nico Müller      | –77kg (m)  | 10e       | trekken: 151 kg (8e) stoten: 181 kg (8e) totaal: 332 kg (10e)       |
| Jürgen Spieß     | –105kg (m) | 10e       | trekken: 170 kg (11e) stoten: 220 kg (6e) totaal: 390 punten (10e)  |
| Alexej Prochorow | +105kg (m) | 16e       | trekken: 180 kg (14e) stoten: 215 kg (16e) totaal: 395 punten (16e) |
| Almir Velagić    | +105kg (m) | 9e        | trekken: 188 kg (9e) stoten: 232 kg (9e) totaal: 420 punten (9e)    |
|                  |            |           |                                                                     |
| Sabine Kusterer  | –58kg (v)  | 10e       | trekken: 90 kg (9e) stoten: 110 kg (11e) totaal: 200 punten (10e)   |

### Golf
| Olympiër        | Discipline | Resultaat | Prestatie           |
| --------------- | ---------- | --------- | ------------------- |
| Alex Čejka      | mannen     | 21e       | 281 punten (par −3) |
| Martin Kaymer   | mannen     | 15e       | 279 punten (par −5) |
|                 |            |           |                     |
| Sandra Gal      | vrouwen    | 25e       | 283 punten (par −1) |
| Caroline Masson | vrouwen    | 21e       | 282 punten (par −2) |

### Gymnastiek

#### Ritmisch
| Olympiër                                                                                      | Discipline  | Resultaat | Prestatie                                                                                   |
| --------------------------------------------------------------------------------------------- | ----------- | --------- | ------------------------------------------------------------------------------------------- |
| Jana Berezko-Marggrander                                                                      | individueel | 18e       | kwalificaties hoepel: 17,100 bal: 16,983 knotsen: 17,100 linten: 17,066 totaal: 68,249(18e) |
| Natalie Hermann Anastasija Khmelnytska Daniela Potapova Julia Stavickaja Sina Tkaltschewitsch | team        | 10e       | kwalificaties 5 linten: 15,650 3 knotsen, 2 hoepels: 16,750 totaal: 32,400 (10e)            |

#### Trampoline
| Olympiër    | Discipline     | Resultaat | Prestatie                   |
| ----------- | -------------- | --------- | --------------------------- |
| Leonie Adam | trampoline (v) |           | kwalificaties: 97,885 (10e) |

#### Turnen
| Olympiër                                                                       | Discipline               | Resultaat | Prestatie |
| ------------------------------------------------------------------------------ | ------------------------ | --------- | --- |
| Fabian Hambüchen                                                               | rekstok (m)              | Goud      | 15,766 (7,300 (D), 8,466 (E), 1e) |
| Andreas Bretschneider                                                          | meerkamp individueel (m) | 20e       | vloer: 14,733 voltige: 13,500 ringen: 13,833 sprong: 14,533 brug: 14,533 rekstok: 13,833 totaal: 84,965 (20e) |
| Marcel Ngyuen                                                                  | meerkamp individueel (m) | 19e       | vloer: 14,733 voltige: 12,666 ringen: 14,600 sprong: 14,666 brug: 14,900 rekstok: 14,466 totaal: 86,031 (19e) |
| Andreas Bretschneider Lukas Dauser Fabian Hambüchen Marcel Nguyen Andreas Toba | meerkamp team (m)        | 7e        | kwalificaties vloer: 43,341 voltige: 41,607 ringen: 42,807 sprong: 44,399 brug: 45,565 rekstok: 43,799 totaal: 261,518 (8e) finale vloer: 43,532 voltige: 40,948 ringen: 43,132 sprong: 44,540 brug: 45,391 rekstok: 43,732 totaal: 261,275 (7e) |
|                                                                                |                          |           | |
| Sophie Scheder                                                                 | meerkamp individueel (v) | 23e       | sprong: 14,033 brug: 13,950 balk: 12,666 vloer: 13,258 totaal: 53,907 (23e) |
| Sophie Scheder                                                                 | brug (v)                 | Brons     | 15,566 (6,600 D, 8,966 E, 3e) |
| Elisabeth Seitz                                                                | meerkamp individueel (v) | 17e       | sprong: 14,100 brug: 15,233 balk: 13,200 vloer: 13,833 totaal: 56,366 (17e) |
| Elisabeth Seitz                                                                | brug (v)                 | 4e        | 15,533 (6,600 D, 8,933 E, 4e) |
| Tabea Alt Kim Bùi Pauline Schäfer Sophie Scheder Elisabeth Seitz               | meerkamp team (v)        | 6e        | kwalificaties sprong: 43,333 brug: 45,699 balk: 42,499 vloer: 41,732 totaal: 173,263 (6e) finale sprong: 42,999 brug: 45,889 balk: 43,100 vloer: 41,674 totaal: 173,672 (6e)                                                                     |

### Handbal

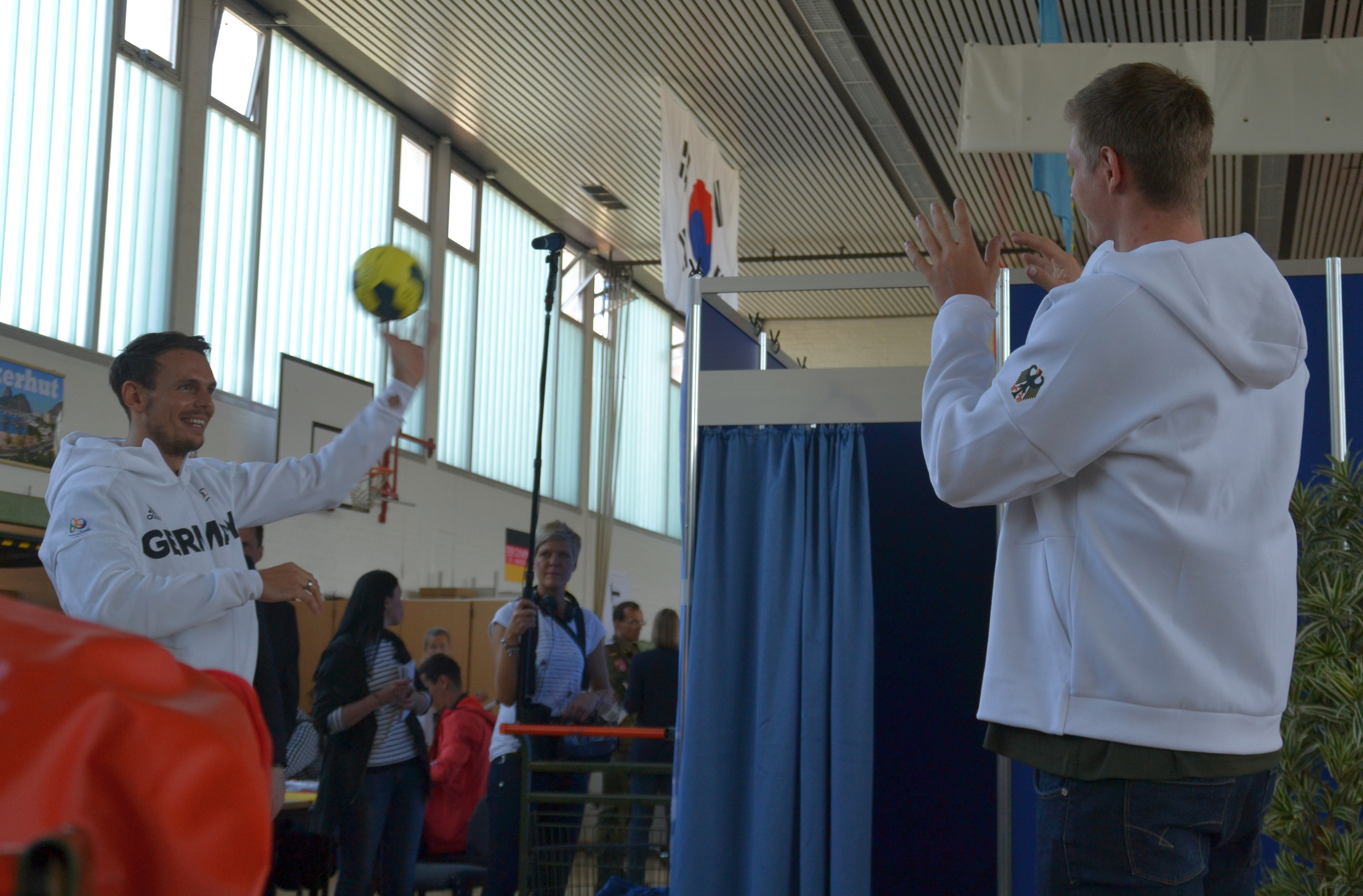
Kai Häfner en Finn Lembke

| Olympiër | Onderdeel | Resultaat | Prestatie |
| --- | --------- | --------- | --------- |
| Uwe Gensheimer Finn Lemke Patrick Wiencek Tobias Reichmann Fabian Wiede Silvio Heinevetter Hendrik Pekeler Martin Strobel Patrick Groetzki Kai Häfner Andreas Wolff Julius Kühn Christian Dissinger Paul Drux | mannen    | Brons     | zie onder |

| № | Land      | Wedstrijden | Wedstrijden | Wedstrijden | Wedstrijden | Doelpunten | Doelpunten | Doelpunten | Punten |
| - | --------- | ----------- | ----------- | ----------- | ----------- | ---------- | ---------- | ---------- | ------ |
| № | Land      | GW          | W           | V           | G           | V          | T          | Saldo      | Punten |
| 1 | Duitsland | 5           | 4           | 1           | 0           | 153        | 141        | +12        | 8      |
| 2 | Slovenië  | 5           | 4           | 1           | 0           | 137        | 126        | +11        | 8      |
| 3 | Brazilië  | 5           | 2           | 2           | 1           | 141        | 150        | –9         | 5      |
| 4 | Polen     | 5           | 2           | 3           | 0           | 139        | 140        | –1         | 4      |
| 5 | Egypte    | 5           | 1           | 1           | 3           | 129        | 143        | –14        | 3      |
| 6 | Zweden    | 5           | 1           | 4           | 0           | 132        | 131        | +1         | 2      |

| Ronde          | Datum       | Lokale tijd | MEZT           | Plaats         | Land      | Score     | Land      |
| -------------- | ----------- | ----------- | -------------- | -------------- | --------- | --------- | --------- |
| Groepsfase     |             |             |                |                |           |           |           |
| 7 augustus     | 11:30       | 16:30       | Rio de Janeiro | Zweden         | 29–32     | Duitsland |           |
| 9 augustus     | 11:30       | 16:30       | Rio de Janeiro | Duitsland      | 32–29     | Polen     |           |
| 11 augustus    | 16:40       | 21:40       | Rio de Janeiro | Brazilië       | 33–30     | Duitsland |           |
| 13 augustus    | 09:30       | 14:30       | Rio de Janeiro | Slovenië       | 25–28     | Duitsland |           |
| 15 augustus    | 11:30       | 16:30       | Rio de Janeiro | Duitsland      | 31–25     | Egypte    |           |
| Kwartfinale    | 17 augustus | 13:30       | 18:30          | Rio de Janeiro | Duitsland | 34–22     | Qatar     |
| Halve finale   | 19 augustus | 15:30       | 20:30          | Rio de Janeiro | Frankrijk | 29–28     | Duitsland |
| Bronzen finale | 21 augustus | 10:30       | 15:30          | Rio de Janeiro | Polen     | 25–31     | Duitsland |

### Hockey

#### Mannen
| Olympiër | Onderdeel | Resultaat | Prestatie |
| --- | --------- | --------- | --------- |
| Nicolas Jacobi Matthias Müller Linus Butt Martin Häner A Moritz Trompertz Mats Grambusch Christopher Wesley Timm Herzbruch Tobias Hauke Tom Grambusch Christopher Rühr Martin Zwicker Moritz Fürste Florian Fuchs Timur Oruz Niklas Wellen | mannen    | Brons     | zie onder |

| Groep B |            |             |             |             |             |            |            |            |        |
| #       | Land       | Wedstrijden | Wedstrijden | Wedstrijden | Wedstrijden | Doelpunten | Doelpunten | Doelpunten | Punten |
| #       | Land       | G           | W           | G           | V           | V          | T          | Saldo      | Punten |
| 1       | Duitsland  | 5           | 4           | 1           | 0           | 17         | 10         | +7         | 13     |
| 2       | Nederland  | 5           | 3           | 1           | 1           | 18         | 6          | +12        | 10     |
| 3       | Argentinië | 5           | 2           | 2           | 1           | 14         | 12         | +2         | 8      |
| 4       | India      | 5           | 2           | 1           | 2           | 9          | 9          | 0          | 7      |
| 5       | Ierland    | 5           | 1           | 0           | 4           | 10         | 16         | −6         | 3      |
| 6       | Canada     | 5           | 0           | 1           | 4           | 7          | 22         | −15        | 1      |

| Ronde          | Datum       | Lokale tijd | MEZT           | Plaats         | Land       | Score          | Land          |
| -------------- | ----------- | ----------- | -------------- | -------------- | ---------- | -------------- | ------------- |
| Groepsfase     |             |             |                |                |            |                |               |
| 6 augustus     | 18:00       | 23:00       | Rio de Janeiro | Canada         | 2−6        | Duitsland      |               |
| 8 augustus     | 11:00       | 16:00       | Rio de Janeiro | Duitsland      | 2−1        | India          |               |
| 9 augustus     | 12:30       | 17:30       | Rio de Janeiro | Duitsland      | 3−2        | Ierland        |               |
| 11 augustus    | 12:30       | 17:30       | Rio de Janeiro | Argentinië     | 4−4        | Duitsland      |               |
| 12 augustus    | 13:30       | 18:30       | Rio de Janeiro | Duitsland      | 2−1        | Nederland      |               |
| Kwartfinale    | 14 augustus | 20:30       | 01:30          | Rio de Janeiro | Duitsland  | 3−2            | Nieuw-Zeeland |
| Halve finale   | 16 augustus | 12:00       | 17:00          | Rio de Janeiro | Argentinië | 5−2            | Duitsland     |
| Bronzen finale | 18 augustus | 12:00       | 17:00          | Rio de Janeiro | Nederland  | 1−1 (3−4 n.s.) | Duitsland     |

#### Vrouwen
| Olympiër | Onderdeel | Resultaat | Prestatie |
| --- | --------- | --------- | --------- |
| Nike Lorenz Selin Oruz Anne Schröder Lisa Schütze Charlotte Stapenhorst Janne Müller-Wieland Hannah Krüger Jana Teschke Lisa Altenburg Franzisca Hauke Cécile Pieper Marie Mävers Annika Sprink Julia Müller Pia-Sophie Oldhafer Kristina Reynolds | vrouwen   | Brons     | zie onder |

| Nr. | Land          | Wedstrijden | Wedstrijden | Wedstrijden | Wedstrijden | Doelpunten | Doelpunten | Doelpunten | Punten |
| Nr. | Land          | G           | W           | G           | V           | V          | T          | Saldo      | Punten |
| --- | ------------- | ----------- | ----------- | ----------- | ----------- | ---------- | ---------- | ---------- | ------ |
| 1   | Nederland     | 5           | 4           | 1           | 0           | 13         | 1          | +12        | 13     |
| 2   | Nieuw-Zeeland | 5           | 3           | 1           | 1           | 11         | 5          | +6         | 10     |
| 3   | Duitsland     | 5           | 2           | 1           | 2           | 6          | 6          | 0          | 7      |
| 4   | Spanje        | 5           | 2           | 0           | 3           | 6          | 12         | –6         | 6      |
| 5   | China         | 5           | 1           | 2           | 2           | 3          | 5          | –2         | 5      |
| 6   | Zuid-Korea    | 5           | 0           | 1           | 4           | 3          | 13         | –10        | 1      |

| Ronde          | Datum       | Lokale tijd | MEZT           | Plaats         | Land             | Score          | Land          |
| -------------- | ----------- | ----------- | -------------- | -------------- | ---------------- | -------------- | ------------- |
| Groepsfase     |             |             |                |                |                  |                |               |
| 7 augustus     | 13:30       | 18:30       | Rio de Janeiro | China          | 1–1              | Duitsland      |               |
| 8 augustus     | 13:30       | 18:30       | Rio de Janeiro | Nieuw-Zeeland  | 1–2              | Duitsland      |               |
| 10 augustus    | 12:30       | 17:30       | Rio de Janeiro | Duitsland      | 2–0              | Zuid-Korea     |               |
| 11 augustus    | 17:00       | 22:00       | Rio de Janeiro | Duitsland      | 1–2              | Spanje         |               |
| 13 augustus    | 12:30       | 17:30       | Rio de Janeiro | Nederland      | 2–0              | Duitsland      |               |
| Kwartfinale    | 15 augustus | 12:30       | 17:30          | Rio de Janeiro | Verenigde Staten | 1–2            | Duitsland     |
| Halve finale   | 17 augustus | 12:00       | 17:00          | Rio de Janeiro | Nederland        | 1–1 (4–3 n.s.) | Duitsland     |
| Bronzen finale | 19 augustus | 12:00       | 17:00          | Rio de Janeiro | Duitsland        | 2–1            | Nieuw-Zeeland |

### Judo
| Olympiër          | Discipline | Resultaat    | Prestatie |
| ----------------- | ---------- | ------------ | --- |
| Tobias Englmaier  | –60kg (m)  | derde ronde  | tweede ronde won van Francisco Garrigos: ippon derde ronde verloor van Felipe Kitadai: yuko |
| Sebastian Seidl   | –66kg (m)  | tweede ronde | tweede ronde verloor van Fabio Basile: ippon |
| Igor Wandtke      | –73kg (m)  | derde ronde  | tweede ronde won van Josue Deprez: shido derde ronde verloor van Sagi Muki: o-goshi |
| Sven Maresch      | –81kg (m)  | tweede ronde | tweede ronde verloor van Sergiu Toma: ippon |
| Marc Odenthal     | –90kg (m)  | tweede ronde | tweede ronde verloor van Mashu Baker: ippon |
| Karl-Richard Frey | –100kg (m) | kwartfinale  | tweede ronde won van Miklós Cirjenics: ippon derde ronde won van Yan Naing Soe: ippon kwartfinale verloor van Artem Blosjenko: waza-ari herkansing won van Ramadan Darwish: ippon verloor van Cyrille Maret: ippon |
| André Breitbarth  | +100kg (m) | eerste ronde | eerste ronde verloor van Iurii Krakovetskii: ippon |
|                   |            |              | |
| Mareen Kräh       | –52kg (v)  | derde ronde  | tweede ronde won van Darja Skrypnik: waza-ari derde ronde verloor van Odette Giuffrida: yuko |
| Miryam Roper      | –57kg (v)  | eerste ronde | eerste ronde verloor van Rafaela Silva: ippon |
| Martyna Trajdos   | –63kg (v)  | tweede ronde | tweede ronde verloor van Mariana Silva: yuko |
| Laura Vargas Koch | –70kg (v)  | Brons        | tweede ronde won van Antónia Moreira: shido kwartfinale won van Bernadette Graf: ippon halve finale verloor van Haruka Tachimoto: waza-ari herkansing won van María Bernabéu: waza-ari                             |
| Luise Malzahn     | –78kg (v)  | kwartfinale  | tweede ronde won van Daria Pogorzelec: shido kwartfinale verloor van Mayra Aguiar: shido herkansing won van Natalie Powell: ippon verloor van Anamari Velenšek: ippon                                              |
| Jasmin Külbs      | +78kg (v)  | eerste ronde | eerste ronde verloor van Ksenia Tsjibisova: ippon |

### Kanovaren

#### Slalom
| Olympiër                | Discipline | Resultaat | Prestatie                                                           |
| ----------------------- | ---------- | --------- | ------------------------------------------------------------------- |
| Sideris Tasiadis        | C-1 (m)    | 5e        | series: 92,23 (1e) halve finale: 95,63 (1e) finale: 97,90 (5e)      |
| Franz Anton Jan Benzien | C-2 (m)    | 4e        | series: 114,35 (5e) halve finale: 107,93 (1e) finale: 103,58 (4e)   |
| Hannes Aigner           | K-1 (m)    | 4e        | series: 87,31 (3e) halve finale: 91,87 (6e) finale: 89,02 (4e)      |
|                         |            |           |                                                                     |
| Melanie Pfeifer         | K-1 (v)    | 7e        | series: 107,30 (14e) halve finale: 108,58 (10e) finale: 106,89 (7e) |

#### Sprint
| Olympiër                                                       | Discipline    | Resultaat    | Prestatie                                                               |
| -------------------------------------------------------------- | ------------- | ------------ | ----------------------------------------------------------------------- |
| Stefan Kiraj                                                   | C-1 200m (m)  | halve finale | series: 41.198 (5e) halve finale: 43.171 (6e)                           |
| Sebastian Brendel VS                                           | K-1 200m (m)  | Brons        | series: 34.350 (1e) halve finale: 34.180 (2e) finale: 35.662 (3e)       |
| Ronald Rauhe                                                   | C-1 1000m (m) | Goud         | series: 3:58.044 (1e) finale: 3:56.926 (1e)                             |
| Sebastian Brendel Jan Vandrey                                  | C-2 1000m (m) | Goud         | series: 3:33.482 (1e) finale: 3:43.912 (1e)                             |
| Max Hoff                                                       | K-1 1000m (m) | 7e           | series: 3:33.585 (2e) halve finale: 3:36.136 (2e) finale: 3:37.581 (7e) |
| Tom Liebscher Ronald Rauhe                                     | K-2 200m (m)  | 5e           | series: 31.572 (4e) halve finale: 32.061 (2e) finale: 32.488 (5e)       |
| Marcus Groß Max Rendschmidt                                    | K-2 1000m (m) | Goud         | series: 3:15.263 (1e) finale: 3:10.781 (1e)                             |
| Marcus Groß Max Hoff Tom Liebscher Max Rendschmidt             | K-4 1000m (m) | Goud         | series: 2:52.836 (1e) finale: 3:02.143 (1e)                             |
|                                                                |               |              |                                                                         |
| Conny Waßmuth                                                  | K-1 200m (v)  | halve finale | series: 41.972 (5e) halve finale: 41.725 (6e)                           |
| Franziska Weber                                                | K-1 500m (v)  | 5e           | series: 1:56.601 (4e) halve finale: 1:56.515 (1e) finale: 1:54.553 (5e) |
| Tina Dietze Franziska Weber                                    | K-2 500m (v)  | Zilver       | series: 1:42.184 (1e) finale: 1:43.738 (2e)                             |
| Tina Dietze Sabrina Hering Steffi Kriegerstein Franziska Weber | K-4 500m (v)  | Zilver       | series: 1:33.185 (3e) halve finale: 1:34.710 (1e) finale: 1:35.383 (2e) |

### Moderne vijfkamp
| Olympiër            | Discipline | Resultaat | Prestatie |
| ------------------- | ---------- | --------- | --- |
| Patrick Dogue       | mannen     | 6e        | zwemmen: 2:07.65 (31e, 318 punten) schermen: 23 W, 12 V (2e, 240 punten) paardrijden: 12 strafpunten (12e, 288 punten) gecombineerd: 11:23.36 (14e, 617 punten) totaal: 1463 punten (6e)  |
| Christian Zillekens | mannen     | 21e       | zwemmen: 2:06.24 (28e, 322 punten) schermen: 16 W, 19 V (26e, 196 punten) paardrijden: 14 strafpunten (14e, 286 punten) gecombineerd: 11:27.45 (17e, 613 punten) totaal: 1417 punten (6e) |
|                     |            |           | |
| Annika Schleu       | vrouwen    | 5e        | zwemmen: 2:19.34 (21e, 282 punten) schermen: 17 W, 18 V (16e, 202 punten) paardrijden: 7 strafpunten (12e, 293 punten) gecombineerd: 12:21.95 (3e, 559 punten) totaal: 1336 punten (5e)   |
| Lena Schöneborn     | vrouwen    | 32e       | zwemmen: 2:21.74 (29e, 275 punten) schermen: 24 W, 11 V (2e, 244 punten) paardrijden: uitgeschakeld (31e, 0 punten) gecombineerd: 12:54.21 (14e, 526 punten) totaal: 1045 punten (32e)    |

### Paardensport

#### Dressuur
| Olympiër                                                                    | Discipline  | Resultaat | Prestatie                                                                                 |
| --------------------------------------------------------------------------- | ----------- | --------- | ----------------------------------------------------------------------------------------- |
| Kristina Bröring-Sprehe                                                     | individueel | Brons     | Grand Prix: 82,257 (2e) Grand Prix Special: 82,257 (4e) Grand Prix Freestyle: 87,142 (3e) |
| Sönke Rothenberger                                                          | individueel | 19e       | Grand Prix: 77,329 (73) Grand Prix Special: 76,261 (10e)                                  |
| Dorothee Schneider                                                          | individueel | 6e        | Grand Prix: 80,986 (3e) Grand Prix Special: 82,619 (3e) Grand Prix Freestyle: 82,946 (6e) |
| Isabell Werth                                                               | individueel | Zilver    | Grand Prix: 80,643 (4e) Grand Prix Special: 83,711 (1e) Grand Prix Freestyle: 89,017 (2e) |
| Kristina Bröring-Sprehe Sönke Rothenberger Dorothee Schneider Isabell Werth | team        | Goud      | Grand Prix: 81,295 (1e) Grand Prix Special: 82,577 (1e) gemiddelde: 81,936 (1e)           |

#### Eventing
| Olympiër                                                   | Discipline  | Resultaat | Prestatie |
| ---------------------------------------------------------- | ----------- | --------- | --- |
| Sandra Auffarth                                            | individueel | 11e       | dressuur: 41,60 strafpunten crosscountry: 24,80 strafpunten springconcours (1): geen strafpunten springconcours (2): geen strafpunten totaal: 66,40 (11e) |
| Michael Jung                                               | individueel | Goud      | dressuur: 40,90 strafpunten crosscountry: geen strafpunten springconcours (1): geen strafpunten springconcours (2): geen strafpunten totaal: 40,90 (1e)   |
| Ingrid Klimke                                              | individueel | 14e       | dressuur: 39,50 strafpunten crosscountry: 26 strafpunten springconcours (1): geen strafpunten springconcours (2): 4 strafpunten totaal: 69,50 (14e)       |
| Julia Krajewski                                            | individueel | 54e       | dressuur: 44,80 strafpuntenmax. |
| Sandra Auffarth Michael Jung Ingrid Klimke Andreas Ostholt | team        | Zilver    | totaal: 172,80 (2e) |

#### Springconcours
| Olympiër                                                                    | Discipline  | Resultaat     | Prestatie                                                                |
| --------------------------------------------------------------------------- | ----------- | ------------- | ------------------------------------------------------------------------ |
| Christian Ahlmann                                                           | individueel | 9e            | ronde 1: 0 strafpunten ronde 2: 4 strafpunten totaal: 4 strafpunten (9e) |
| Ludger Beerbaum                                                             | individueel | kwalificaties | kwalificaties: 8 strafpunten                                             |
| Daniel Deusser                                                              | individueel | 9e            | ronde 1: 0 strafpunten ronde 2: 4 strafpunten totaal: 4 strafpunten (9e) |
| Meredith Michaels-Beerbaum                                                  | individueel | DNF           | ronde 1: groette af                                                      |
| Christian Ahlmann Ludger Beerbaum Daniel Deusser Meredith Michaels-Beerbaum | team        | Brons         | ronde 1: 0 strafpunten ronde 2: 8 strafpunten totaal: 8 strafpunten (3e) |

### Roeien
| Olympiër | Discipline             | Resultaat | Prestatie                                                                                       |
| --- | ---------------------- | --------- | ----------------------------------------------------------------------------------------------- |
| Marcel Hacker Stephan Krüger                                                                                                   | dubbel-twee (m)        | 8e        | series: 6:31.85 (3e) halve finale: 6:18.32 (4e) B-finale: 6:58.86 (2e)                          |
| Moritz Moos Jason Osborne | lichte dubbel-twee (m) | 9e        | series: 6:40.48 (4e) herkansing: 7:05.36 (1e) halve finale: 6:59.28 (5e) B-finale: 6:32.30 (3e) |
| Anton Braun Maximilian Korge Maximilian Planer Felix Wimberger                                                                 | vier-zonder (m)        | 12e       | series: 5:59.74 (2e) halve finale: 6:35.90 (6e) B-finale: 6:06.24 (6e)                          |
| Tobias Franzmann Jonathan Koch Lucas Schäfer Lars Wichert                                                                      | lichte vier-zonder (m) | 9e        | series: 6:14.87 (4e) herkansing: 6:03.29 (2e) halve finale: 6:18.43 (6e) B-finale: 6:35.83 (3e) |
| Hans Gruhne Lauritz Schoof Karl Schulze Philipp Wende                                                                          | dubbel-vier (m)        | Goud      | series: 5:53.63 (3e) herkansing: 5:51.43 (1e) finale: 6:06.81 (1e)                              |
| Felix Drahotta Malte Jakschik Eric Johannesen Andreas Kuffner Maximilian Munski Hannes Ocik Maximilian Reinelt Richard Schmidt | acht (m)               | Zilver    | series: 5:38.22 (1e) finale: 5:30.96 (2e)                                                       |
| |                        |           |                                                                                                 |
| Kerstin Hartmann Kathrin Marchand                                                                                              | dubbel-twee (v)        | 7e        | series: 7:13.49 (4e) herkansing: 7:00.54 (1e) halve finale: 6:58.70 (5e) B-finale: 7:39.82 (1e) |
| Mareike Adams Marie-Cathérine Arnold                                                                                           | twee-zonder (v)        | 8e        | series: 7:17.98 (3e) halve finale: 7:39.79 (5e) B-finale: 7:18.57 (2e)                          |
| Marie-Louise Dräger Fini Sturm                                                                                                 | lichte dubbel-twee (v) | 11e       | series: 7:11.08 (3e) herkansing: 8:02.28 (2e) halve finale: 7:33.21 (6e) B-finale: 7:32.73 (5e) |
| Carina Bär Julia Lier Lisa Schmidla Annekatrin Thiele                                                                          | dubbel-vier (v)        | Goud      | series: 6:30.86 (1e) finale: 6:49.39 (1e)                                                       |

### Schermen
| Olympiër            | Discipline | Resultaat    | Prestatie |
| ------------------- | ---------- | ------------ | --- |
| Peter Joppich       | floret (m) | derde ronde  | tweede ronde won van Enzo Lefort (15–13) derde ronde verloor van Giorgio Avola (13–15)                                          |
| Max Hartung         | sabel (m)  | tweede ronde | eerste ronde won van Yemi Geoffrey Apithy (15–9) tweede ronde verloor van Daryl Homer (12–15)                                   |
| Matyas Szabo        | sabel (m)  | kwartfinale  | eerste ronde won van Ali Pakdaman (15–11) tweede ronde won van Pancho Paskov (15–6) kwartfinale verloor van Daryl Homer (12–15) |
|                     |            |              | |
| Carolin Golubytskyi | floret (v) | tweede ronde | tweede ronde verloor van Hanna Łyczbińska (9–14)                                                                                |

### Schietsport

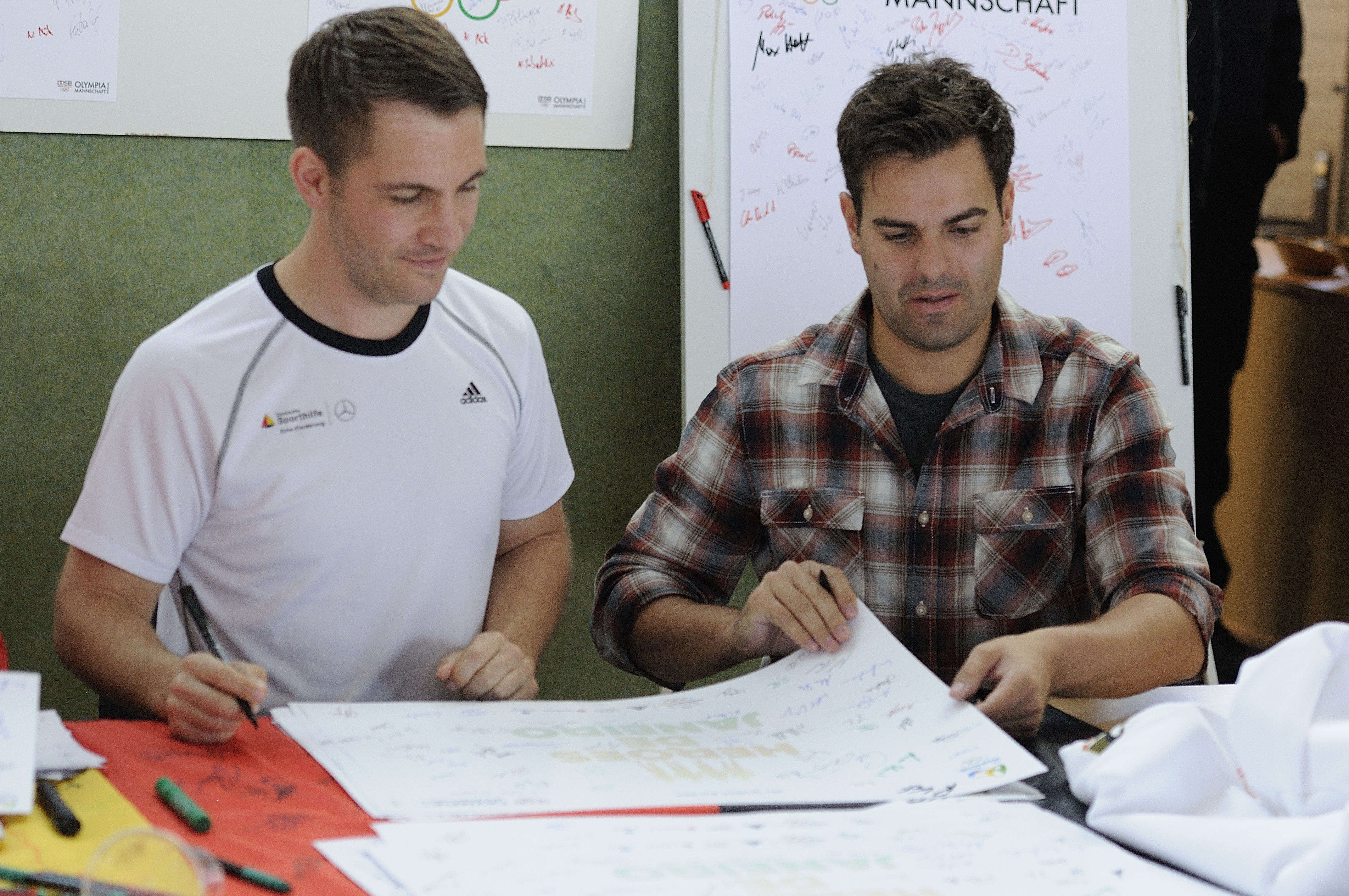
Henri Junghänel en Julian Justus

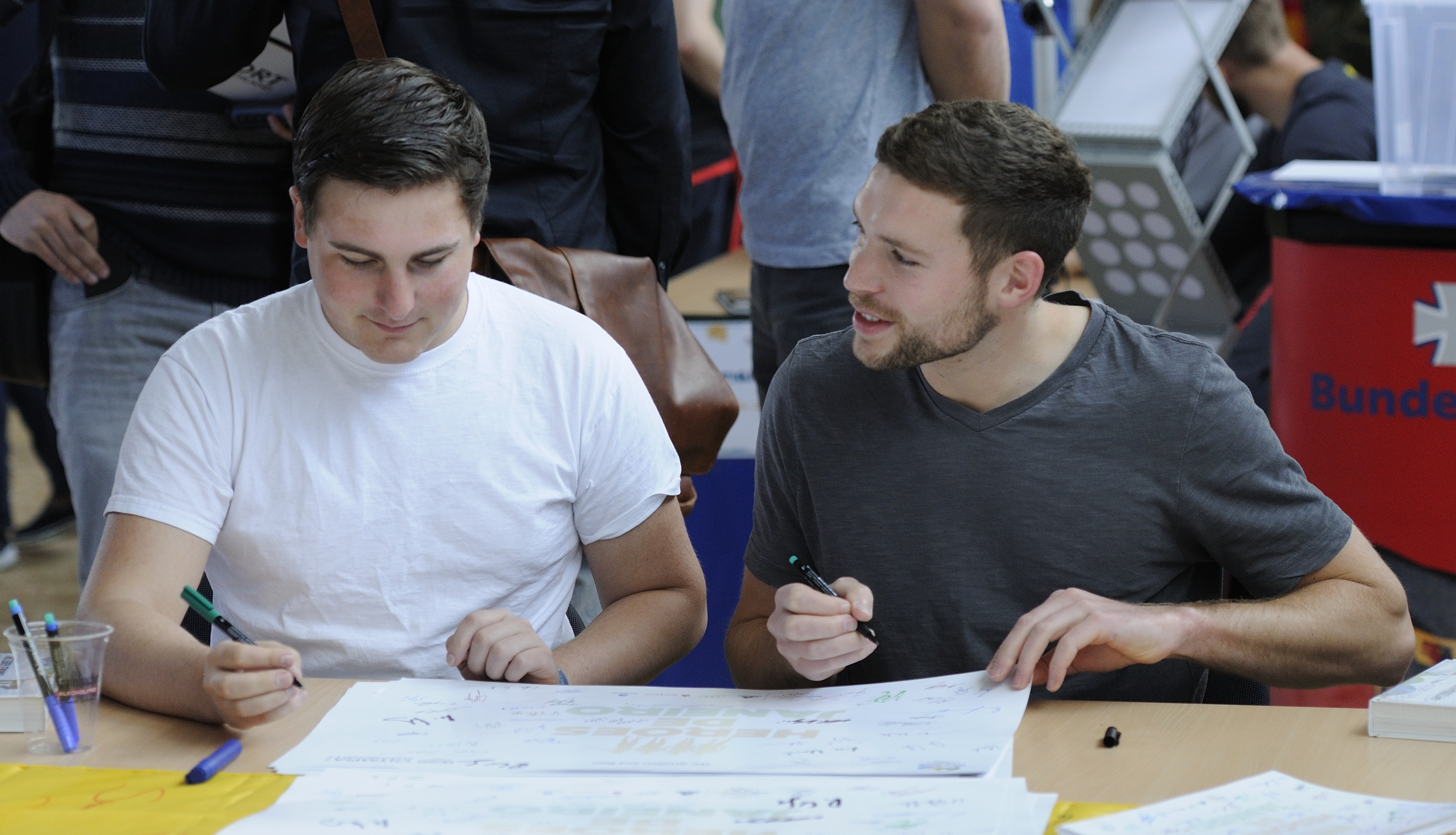
André Link en Michael Janker

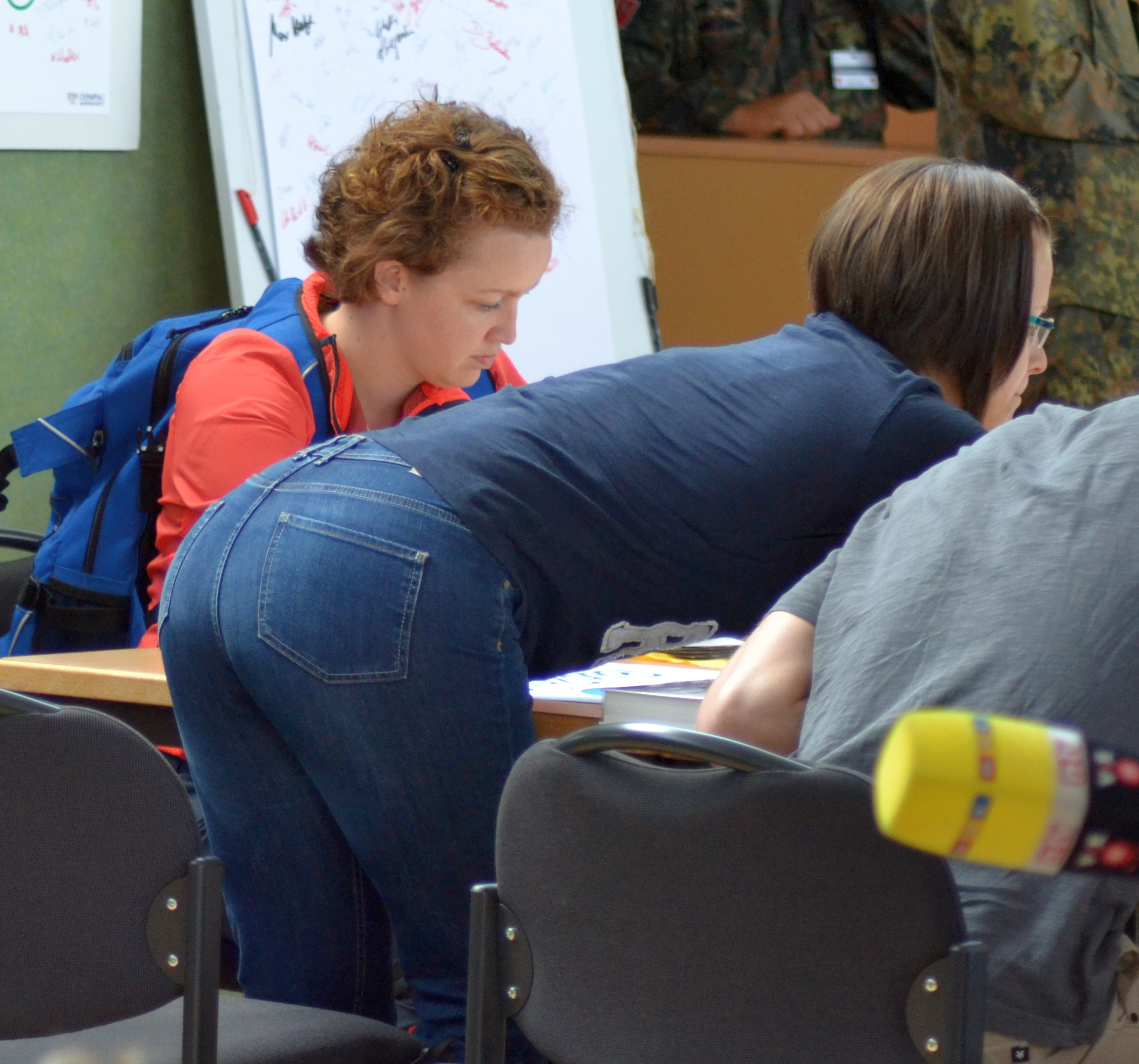
Eva Rösken en Selina Gschwandtner

| Olympiër            | Discipline                 | Resultaat | Prestatie                                                    |
| ------------------- | -------------------------- | --------- | ------------------------------------------------------------ |
| Michael Janker      | 10m luchtgeweer (m)        | 29e       | kwalificaties: 620,8 (29e)                                   |
| Julian Justus       | 10m luchtgeweer (m)        | 18e       | kwalificaties: 622,8 (18e)                                   |
| Daniel Brodmeier    | 50m geweer 3 houdingen (m) | 4e        | kwalificaties: 1177 (2e) finale: 435,6 (4e)                  |
| Andre Link          | 50m geweer 3 houdingen (m) | 5e        | kwalificaties: 1174 (7e) finale: 424,5 (5e)                  |
| Daniel Brodmeier    | 50m geweer liggend (m)     | 37e       | kwalificaties: 619,2 (37e)                                   |
| Henri Junghänel     | 50m geweer liggend (m)     | Goud      | kwalificaties: 624,8 (8e) finale: 209,5 (1e)                 |
| Oliver Geis         | 25m snelvuurpistool (m)    | 17e       | kwalificaties: 572 (17e)                                     |
| Christian Reitz     | 25m snelvuurpistool (m)    | Goud      | kwalificaties: 592 (1e), OR finale: 34, OR                   |
| Ralf Buchheim       | skeet (m)                  | 23e       | kwalificaties: 116 (23e)                                     |
| Andreas Löw         | dubbeltrap (m)             | 6e        | kwalificaties: 140 (1e), OR halve finale: 25 (6e)            |
|                     |                            |           |                                                              |
| Barbara Engleder    | 10m luchtgeweer (v)        | 4e        | kwalificaties: 420,3 (2e) finale: 165,0 (4e)                 |
| Selina Gschwandtner | 10m luchtgeweer (v)        | 13e       | kwalificaties: 414,8 (13e)                                   |
| Barbara Engleder    | 50m geweer 3 houdingen (v) | Goud      | kwalificaties: 583 (5e) finale: 458,6 (1e), OR               |
| Eva Rösken          | 50m geweer 3 houdingen (v) | 14e       | kwalificaties: 579 (14e)                                     |
| Monika Karsch       | 25m pistool (m)            | Zilver    | kwalificaties: 583 (4e) halve finale: 18 (2e) finale: 6 (2e) |
| Monika Karsch       | 10 luchtpistool (m)        | 25e       | kwalificaties: 379 (25e)                                     |
| Christine Wenzel    | skeet (v)                  | 11e       | kwalificaties: 68 (11e)                                      |
| Jana Beckmann       | trap (v)                   | 19e       | kwalificaties: 61 (19e)                                      |

### Schoonspringen

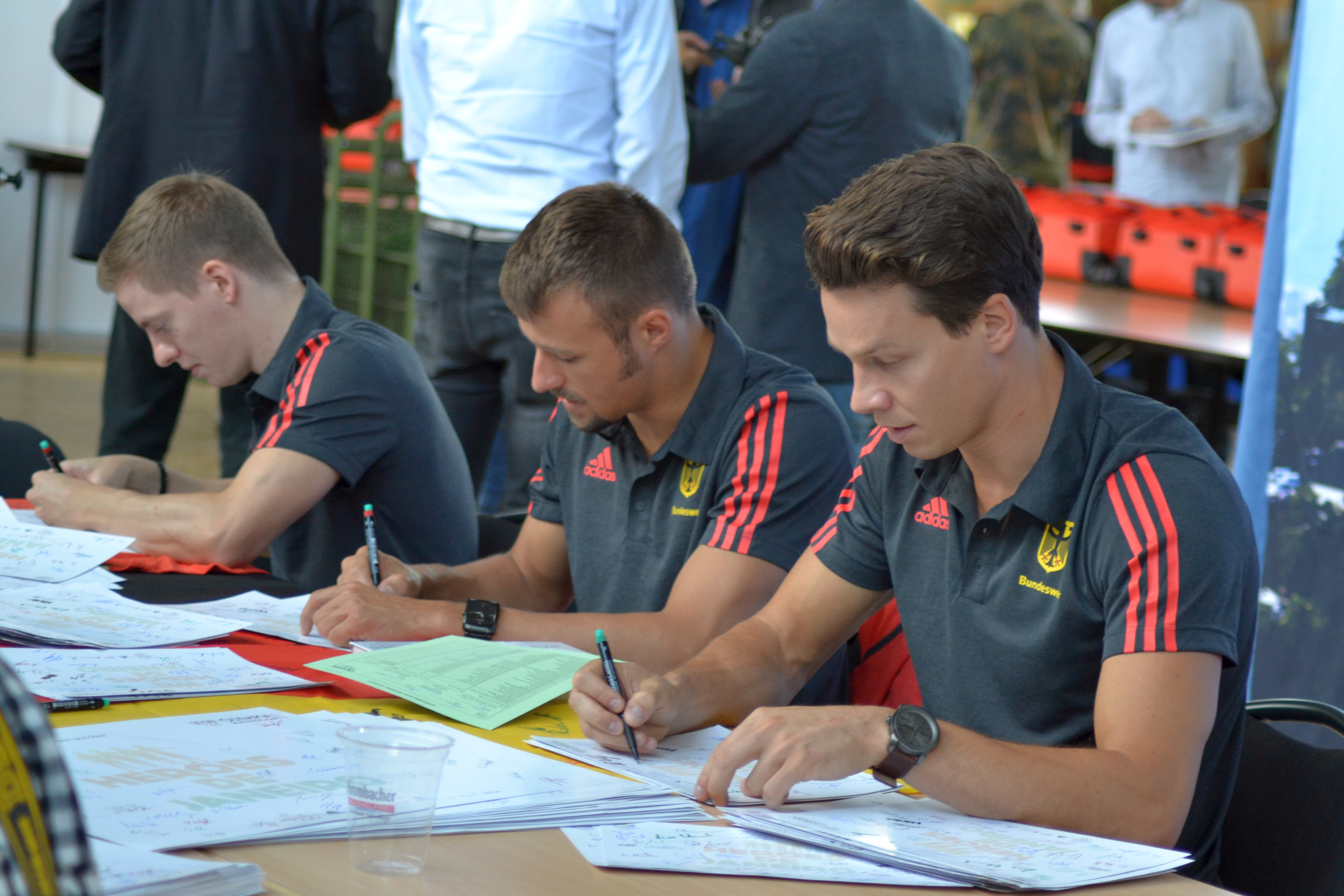
Martin Wolfram, Sascha Klein en Patrick Hausding

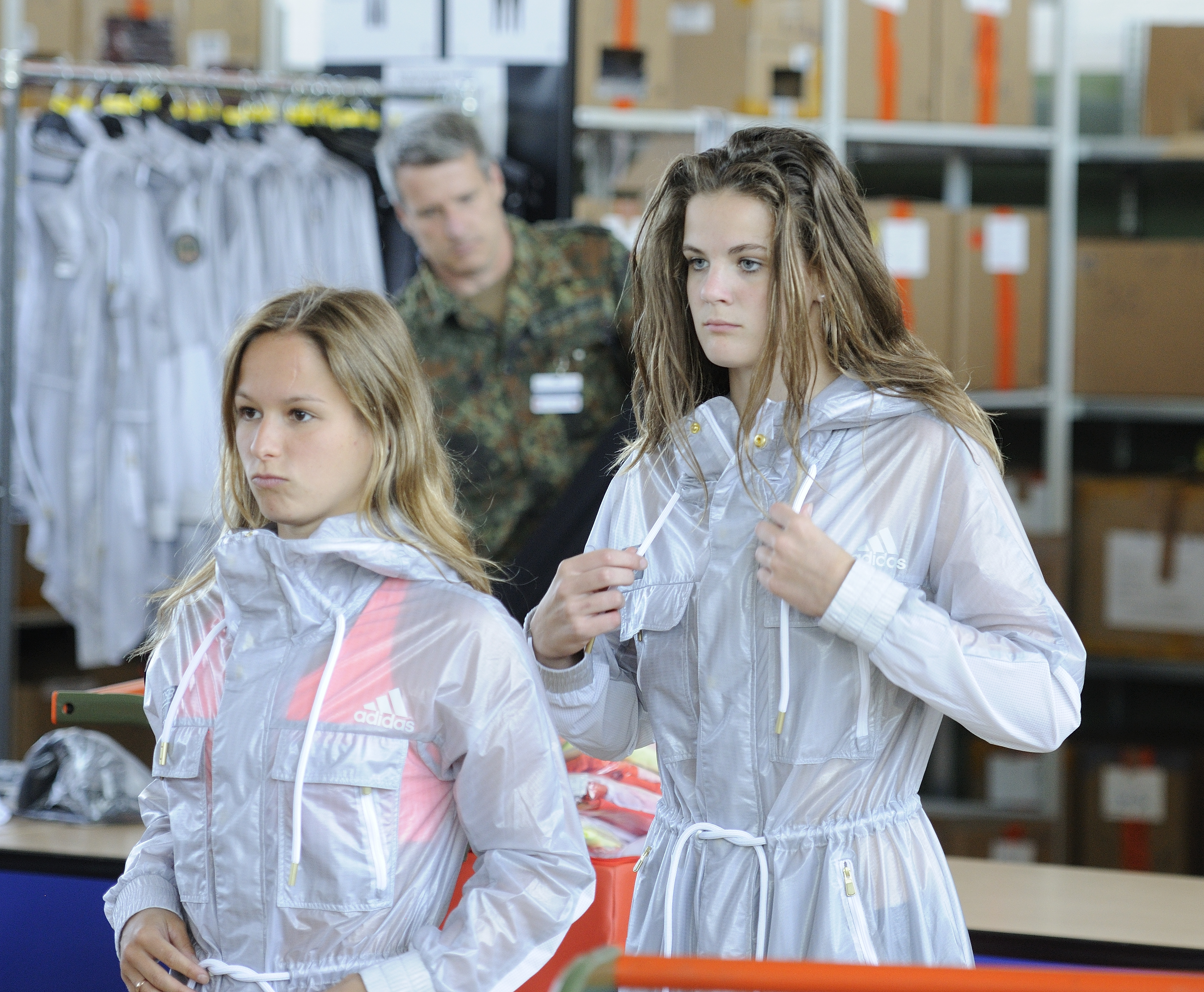
Elena Wassen en Maria Kurjo

| Olympiër                      | Discipline              | Resultaat | Prestatie                                                             |
| ----------------------------- | ----------------------- | --------- | --------------------------------------------------------------------- |
| Stephan Feck                  | 3m plank (m)            | 17e       | voorronde: 423,50 (9e) halve finale: 354,20 (17e)                     |
| Patrick Hausding              | 3m plank (m)            | Brons     | voorronde: 440,00 (6e) halve finale: 413,50 (10e) finale: 498,90 (3e) |
| Sascha Klein                  | 10m toren (m)           | 9e        | voorronde: 463,40 (7e) halve finale: 475,00 (5e) finale: 424,15 (9e)  |
| Martin Wolfram                | 10m toren (m)           | 5e        | voorronde: 468,80 (6e) halve finale: 466,15 (8e) finale: 492,90 (5e)  |
| Stephan Feck Patrick Hausding | 3m plank synchroon (m)  | 4e        | finale: 410,10 (4e)                                                   |
| Sascha Klein Patrick Hausding | 10m toren synchroon (m) | 4e        | finale: 438,42 (4e)                                                   |
|                               |                         |           |                                                                       |
| Tina Punzel                   | 3m plank (v)            | 17e       | voorronde: 307,95 (13e) halve finale: 291,60 (17e)                    |
| Nora Subschinski              | 3m plank (v)            | 9e        | voorronde: 302,05 (16e) halve finale: 308,25 (12e) finale:            |
| Maria Kurjo                   | 10m toren (v)           | 21e       | voorronde: 287,00 (21e)                                               |
| Elena Wassen                  | 10m toren (v)           | 17e       | voorronde: 291,90 (16e) halve finale: 276,70 (17e)                    |
| Tina Punzel Nora Subschinski  | 3m plank synchroon (v)  | 7e        | finale: 284,25 (7e)                                                   |

### Taekwondo
| Olympiër      | Discipline | Resultaat    | Prestatie                                                                                      |
| ------------- | ---------- | ------------ | ---------------------------------------------------------------------------------------------- |
| Levent Tuncat | –58kg (m)  | eerste ronde | eerste ronde verloor van Luisito Pie (w/o)                                                     |
| Tahir Güleç   | –80kg (m)  | tweede ronde | eerste ronde won van Moisés Hernández (4–2) tweede ronde verloor van Cheick Sallah Cissé (1–7) |
|               |            |              |                                                                                                |
| Rabia Güleç   | –67kg (v)  | tweede ronde | eerste ronde won van Anastasia Barisjnikova (9–8) tweede ronde verloor van Nur Tatar (1–5)     |

### Tafeltennis
| Olympiër                                    | Discipline    | Resultaat    | Prestatie |
| ------------------------------------------- | ------------- | ------------ | --- |
| Timo Boll VO                                | enkelspel (m) | vierde ronde | derde ronde won van Aleksandr Sjibajev (12–14, 11–4, 7–11, 11–7, 10–12, 12–10, 11–6) vierde ronde verloor van Quadri Aruna (10–12, 10–12, 5–11, 11–3, 11–5, 9–11)                                                         |
| Dimitrij Ovtcharov                          | enkelspel (m) | kwartfinale  | derde ronde won van Li Ping (8–11, 11–4, 11–9, 7–11, 11–5, 9–11, 11–9) vierde ronde won van Bojan Tokič (31–33, 12–10, 11–5, 11–4, 11–7) kwartfinale verloor van Vladimir Samsonov (11–8, 7–11, 17–19, 11–4, 2–11, 12–14) |
| Timo Boll Dimitrij Ovtcharov Bastian Steger | team (m)      | Brons        | eerste ronde wonnen van Chinees Taipei (3–1) kwartfinale wonnen van Oostenrijk (3–1) halve finale verloren van Japan (1–3) bronzen finale wonnen van Zuid-Korea (3–1)                                                     |
|                                             |               |              | |
| Han Ying                                    | enkelspel (v) | kwartfinale  | derde ronde won van Nathana Komwong (11–2, 11–4, 11–4, 11–3) vierde ronde won van Li Xue (11–4, 11–4, 8–11, 11–3, 13–11) kwartfinale verloor van Ding Ning (8–11, 5–11, 3–11, 7–11)                                       |
| Petrissa Solja                              | enkelspel (v) | derde ronde  | derde ronde verloor van Ri Myong-sun (5–11, 7–11, 6–11, 6–11) |
| Han Ying Shan Xiaona Petrissa Solja         | team (v)      | Zilver       | eerste ronde wonnen van Duitsland (3–0) kwartfinale wonnen van Hongkong (3–1) halve finale wonnen van Japan (3–2) finale verloren van China (0–3)                                                                         |

### Tennis
| Olympiër                            | Discipline     | Resultaat    | Prestatie |
| ----------------------------------- | -------------- | ------------ | --- |
| Dustin Brown                        | enkelspel (m)  | eerste ronde | eerste ronde verloor van Thomaz Bellucci (6–4, 4–5r) |
| Philipp Kohlschreiber               | enkelspel (m)  | tweede ronde | eerste ronde won van Guido Pella (4–6, 6–1, 6–2) tweede ronde verloor van Andrej Martin (w/o) |
| Jan-Lennard Struff                  | enkelspel (m)  | eerste ronde | eerste ronde verloor van Jevgeni Donskoj (3–6, 4–6) |
|                                     |                |              | |
| Annika Beck                         | enkelspel (v)  | eerste ronde | eerste ronde verloor van Ana Konjuh (6–7, 1–6) |
| Angelique Kerber                    | enkelspel (v)  | Zilver       | eerste ronde won van Mariana Duque Mariño (6–3, 7–5) tweede ronde won van Eugenie Bouchard (6–4, 6–2) derde ronde won van Samantha Stosur (6–0, 7–5) kwartfinale won van Johanna Konta (6–1, 6–2) halve finale won van Madison Keys (6–3, 7–5) finale verloor van Mónica Puig (4–6, 6–4, 1–6) |
| Andrea Petković                     | enkelspel (v)  | eerste ronde | eerste ronde verloor van Elina Svitolina (6–2, 1–6, 3–6) |
| Laura Siegemund                     | enkelspel (v)  | kwartfinale  | eerste ronde won van Tsvetana Pironkova (1–6, 6–4, 6–2) tweede ronde won van Zhang Shuai (6–2, 6–4) derde ronde won van Kirsten Flipkens (6–4, 6–3) kwartfinale verloor van Mónica Puig (1–6, 1–6)                                                                                            |
| Anna-Lena Grönefeld Laura Siegemund | dubbelspel (v) | eerste ronde | eerste ronde verloren van Kasatkina – Koeznetsova (1–6, 4–6) |
| Angelique Kerber Andrea Petković    | dubbelspel (v) | eerste ronde | eerste ronde verloren van Errani – Vinci (2–6, 2–6) |

### Triatlon
| Olympiër        | Discipline | Resultaat | Prestatie                                                                                   |
| --------------- | ---------- | --------- | ------------------------------------------------------------------------------------------- |
| Anne Haug       | vrouwen    | 36e       | zwemmen: 21:11 (51e) wielrennen: 1:04.30 (43e) hardlopen: 35:18 (5e) totaal: 2:02:56 (36e)  |
| Laura Lindemann | vrouwen    | 28e       | zwemmen: 19:18 (28e) wielrennen: 1:04.50 (31e) hardlopen: 36:27 (21e) totaal: 2:01:52 (28e) |

### Voetbal

#### Mannen
| Olympiër | Discipline | Resultaat | Prestatie |
| --- | ---------- | --------- | --------- |
| Timo Horn Jeremy Toljan Lukas Klostermann Matthias Ginter Niklas Süle Sven Bender Max Meyer Lars Bender Davie Selke Leon Goretzka Julian Brandt Jannik Huth Philipp Max Robert Bauer Max Christiansen Grischa Prömel Serge Gnabry Nils Petersen | mannen     | Zilver    | zie onder |

| Groep C |            |             |             |             |             |            |            |            |        |
| #       | Land       | Wedstrijden | Wedstrijden | Wedstrijden | Wedstrijden | Doelpunten | Doelpunten | Doelpunten | Punten |
| #       | Land       | G           | W           | G           | V           | V          | T          | Saldo      | Punten |
| 1       | Zuid-Korea | 3           | 2           | 1           | 0           | 12         | 3          | +9         | 7      |
| 2       | Duitsland  | 3           | 1           | 2           | 0           | 15         | 5          | +10        | 5      |
| 3       | Mexico     | 3           | 1           | 1           | 1           | 7          | 4          | +3         | 4      |
| 4       | Fiji       | 3           | 0           | 0           | 3           | 1          | 23         | −22        | 0      |

| Ronde        | Datum       | Lokale tijd | MEZT           | Plaats         | Land     | Score      | Land      |
| ------------ | ----------- | ----------- | -------------- | -------------- | -------- | ---------- | --------- |
| Groepsfase   |             |             |                |                |          |            |           |
| 4 augustus   | 17:00       | 21:00       | Salvador       | Mexico         | 2−2      | Duitsland  |           |
| 7 augustus   | 16:00       | 21:00       | Salvador       | Duitsland      | 3−3      | Zuid-Korea |           |
| 10 augustus  | 16:00       | 21:00       | Belo Horizonte | Duitsland      | 10−0     | Fiji       |           |
| Kwartfinale  | 13 augustus | 13:00       | 18:00          | Brasilia       | Portugal | 0−4        | Duitsland |
| Halve finale | 17 augustus | 13:00       | 18:00          | São Paulo      | Nigeria  | 0−2        | Duitsland |
| Finale       | 20 augustus | 17:30       | 22:30          | Rio de Janeiro | Brazilië | 1−1 (5−4)  | Duitsland |

#### Vrouwen
| Olympiër | Discipline | Resultaat | Prestatie |
| --- | ---------- | --------- | --------- |
| Almuth Schult Josephine Henning Saskia Bartusiak Leonie Maier Annike Krahn Simone Laudehr Melanie Behringer Lena Goeßling Alexandra Popp Dzsenifer Marozsán Anja Mittag Tabea Kemme Sara Däbritz Babett Peter Mandy Islacker Melanie Leupolz Isabel Kerschowski Laura Benkarth | vrouwen    | Goud      | zie onder |

| Groep F |           |             |             |             |             |            |            |            |        |
| #       | Land      | Wedstrijden | Wedstrijden | Wedstrijden | Wedstrijden | Doelpunten | Doelpunten | Doelpunten | Punten |
| #       | Land      | G           | W           | G           | V           | V          | T          | Saldo      | Punten |
| 1       | Canada    | 3           | 3           | 0           | 0           | 7          | 2          | +5         | 9      |
| 2       | Duitsland | 3           | 1           | 1           | 1           | 9          | 5          | +4         | 4      |
| 3       | Australië | 3           | 1           | 1           | 1           | 8          | 5          | +3         | 4      |
| 4       | Zimbabwe  | 3           | 0           | 0           | 3           | 3          | 15         | −12        | 0      |

| Ronde        | Datum       | Lokale tijd | MEZT      | Plaats         | Land      | Score     | Land      |
| ------------ | ----------- | ----------- | --------- | -------------- | --------- | --------- | --------- |
| Groepsfase   |             |             |           |                |           |           |           |
| 3 augustus   | 18:00       | 23:00       | São Paulo | Zimbabwe       | 1−6       | Duitsland |           |
| 6 augustus   | 18:00       | 23:00       | São Paulo | Duitsland      | 2–2       | Australië |           |
| 9 augustus   | 16:00       | 21:00       | Brasilia  | Duitsland      | 1−2       | Canada    |           |
| Kwartfinale  | 12 augustus | 16:00       | 21:00     | Salvador       | China     | 0−1       | Duitsland |
| Halve finale | 16 augustus | 13:00       | 18:00     | Belo Horizonte | Duitsland | 2–0       | Canada    |
| Finale       | 19 augustus | 17:30       | 22:30     | Rio de Janeiro | Zweden    | 1−2       | Duitsland |

### Volleybal
| Olympiër                       | Discipline | Resultaat      | Prestatie |
| ------------------------------ | ---------- | -------------- | --- |
| Markus Böckermann Lars Flüggen | beach (m)  | groepsfase     | groepsfase verloren van Kantor − Łosiak (11−21, 21−23) verloren van Brouwer − Meeuwsen (19−21, 21−17, 14−16) verloren van Barsoek − Ljamin (14−21, 17−21) |
|                                |            |                | |
| Karla Borger Britta Büthe      | beach (v)  | achtste finale | groepsfase verloren van Heidrich − Zumkehr (12−21, 16−21) wonnen van Van Gestel − Van der Vlist (21−19, 21−14) verloren van Bansley − Pavan (19−21, 15−21) herkansing wonnen van Agudo − Pazo (21−13, 21−8) achtste finale verloren van Larissa − Talita (17−21, 19−21)                                                                                          |
| Laura Ludwig Kira Walkenhorst  | beach (v)  | Goud           | groepsfase wonnen van Elghobashy − Meawad (21−12, 21−15) wonnen van Broder − Valjas (21−17, 21−11) wonnen van Menegatti − Giombini achtste finale wonnen van Forrer − Vergé-Dépré (21−19, 21−10) kwartfinale wonnen van Bansley − Pavan (21−14, 21−14) halve finale wonnen van Larissa − Talita (21−18, 21−12) finale wonnen van Ágatha − Bárbara (21−18, 21−14) |

### Wielersport

#### Baan
| Olympiër                                                      | Discipline               | Resultaat    | Prestatie |
| ------------------------------------------------------------- | ------------------------ | ------------ | --- |
| Joachim Eilers                                                | keirin (m)               | Zilver       | series verloor van Michaël D'Almeida (+0.123, 2e) tweede ronde won serie (10.239, 1e) finale verloor van Jason Kenny (+0.040, 2e) |
| Maximilian Levy                                               | keirin (m)               | herkansingen | series verloor van Jason Kenny (+0.103, 3e) herkansing verloor van Christos Volikakis (+1.277, 4e) |
| Joachim Eilers]                                               | sprint (m)               | 5e           | kwalificatieronde: 9.908 (12e) eerste ronde won van Damian Zieliński (–0.041) tweede ronde won van Xu Chao (–0.058) kwartfinale verloor van Matthew Glaetzer (+0.049) plaatsen 5–8 won (10.525, 1e)                                                                             |
| Maximilian Levy                                               | sprint (m)               | 9e           | kwalificatieronde: 10.035 (18e) eerste ronde verloor van Jason Kenny (+0.066) herkansing won (10.356, 1e) tweede ronde verloor van Matthew Glaetzer (+0.059) herkansing verloor van Patrick Constable (+0.100, 2e) plaatsen 9–12 won (10.275, 1e)                               |
| Roger Kluge                                                   | omnium (m)               | 6e           | totaal: 167 punten (6e) |
| Henning Bommel Nils Schomber Kersten Thiele Domenic Weinstein | ploegenachtervolging (m) | 6e           | kwalificatieronde: 4:00.911 (6e) eerste ronde: 3:56.903 (6e) |
| Joachim Eilers René Enders Max Niederlag                      | teamsprint (m)           | 5e           | kwalificatieronde: 43.711 (7e) eerste ronde: 43.455 (5e) |
|                                                               |                          |              | |
| Kristina Vogel                                                | keirin (v)               | 6e           | eerste ronde won (11.209, 1e) tweede ronde won serie (–0,398, 1e) finale verloor van Elis Ligtlee (+0.163, 6e) |
| Miriam Welte                                                  | keirin (v)               | herkansing   | eerste ronde verloor van Rebecca James (+0.477, 7e) herkansing verloor van Laurine van Riessen (+1.669, 1e) |
| Kristina Vogel                                                | sprint (v)               | Goud         | kwalificatieronde: 10.865 (6e) eerste ronde won van Laurine van Riessen (–0.179) tweede ronde won van Natasha Hansen (–0.092) kwartfinale won van Wai Sze Lee (–0.044, –0.189) halve finale won van Katy Marchant (–0,065, 0,089) finale won van Rebecca James (–0,016, –0,004) |
| Miriam Welte                                                  | sprint (v)               | 11e          | kwalificatieronde: 11.038 (14e) eerste ronde verloor van Zhong Tianshi (+0.499) herkansing won (11.466, 1e) tweede ronde verloor van Katy Marchant (+0.343) herkansing verloor van Zhong Tianshi (+1.766) plaatsen 9–12 verloor van Natasha Hansen (+0.174, 3e)                 |
| Anna Knauer                                                   | omnium (v)               | 13e          | totaal: 99 punten (13e) |
| Charlotte Becker Mieke Kröger Stephanie Pohl Gudrun Stock     | ploegenachtervolging (v) | 9e           | kwalificatieronde: 4:30.068 (9e) |
| Kristina Vogel Miriam Welte                                   | teamsprint (v)           | Brons        | kwalificatieronde: 32.673 (3e) eerste ronde: 32.806 (4e) bronzen finale: 32.636 (1e) |

#### BMX
| Olympiër       | Discipline | Resultaat | Prestatie |
| -------------- | ---------- | --------- | --- |
| Luis Brethauer | BMX (m)    | 15e       | plaatsingsronde: 35.379 (15e) kwartfinale 37.386 (2e), 36.234 (2e), 39.384 (3e) totaal: 7 punten (2e) halve finale 36.400 (7e), 36.230 (8e), dnf (8e) totaal: 23 punten (8e) |
|                |            |           | |
| Nadja Pries    | BMX (v)    | 14e       | plaatsingsronde: 37.152 (14e) halve finale 36.864 (7e), 36.683 (5e), 38.540 (7e) totaal: 19 punten (7e)                                                                      |

#### Mountainbike
| Olympiër      | Discipline       | Resultaat | Prestatie       |
| ------------- | ---------------- | --------- | --------------- |
| Manuel Fumic  | mountainbike (m) | 17e       | 1:37:39 (+4'11) |
| Moritz Milatz | mountainbike (m) | 28e       | 1:43:14 (+9'46) |
|               |                  |           |                 |
| Helen Grobert | mountainbike (v) | 12e       | 1:34:08 (+3'53) |
| Sabine Spitz  | mountainbike (v) | 19e       | 1:39:16 (+9'01) |

#### Weg
| Olympiër            | Discipline       | Resultaat | Prestatie        |
| ------------------- | ---------------- | --------- | ---------------- |
| Simon Geschke       | tijdrit (m)      | 13e       | 1:15:49.88 (13e) |
| Tony Martin         | tijdrit (m)      | 12e       | 1:15:33.75 (12e) |
| Emanuel Buchmann    | wegwedstrijd (m) | 14e       | 6:13:03 (+2'58)  |
| Simon Geschke       | wegwedstrijd (m) | DNF       | DNF              |
| Maximilian Levy     | wegwedstrijd (m) | DNF       | DNF              |
| Tony Martin         | wegwedstrijd (m) | DNF       | DNF              |
|                     |                  |           |                  |
| Lisa Brennauer      | tijdrit (v)      | 8e        | 45:22.62 (8e)    |
| Trixi Worrack       | tijdrit (v)      | 16e       | 46:52.77 (16e)   |
| Lisa Brennauer      | wegwedstrijd (v) | 19e       | 3:56:34 (+5'07)  |
| Romy Kasper         | wegwedstrijd (v) | 44e       | 4:02:07 (+10'40) |
| Claudia Lichtenberg | wegwedstrijd (v) | 31e       | 3:58:03 (+6'36)  |
| Trixi Worrack       | wegwedstrijd (v) | 43e       | 4:01:33 (+10'06) |

### Worstelen

#### Vrije stijl
| Olympiër       | Discipline | Resultaat    | Prestatie                                                                              |
| -------------- | ---------- | ------------ | -------------------------------------------------------------------------------------- |
| Nina Hemmer    | –53kg (v)  | eerste ronde | eerste ronde verloor van Zhong Xuechun (1–6)                                           |
| Luisa Niemesch | –58kg (v)  | eerste ronde | eerste ronde verloor van Valeria Koblova (0–9)                                         |
| Aline Focken   | –69kg (v)  | kwartfinale  | tweede ronde won van Zhou Feng (11–3) kwartfinale verloor van Jenny Fransson (1–9)     |
| Maria Selmaier | –75kg (v)  | tweede ronde | tweede ronde verloor van Erica Wiebe (0–5) herkansing verloor van Zhang Fengliu (0–10) |

#### Grieks-Romeins
| Olympiër      | Discipline  | Resultaat   | Prestatie |
| ------------- | ----------- | ----------- | --- |
| Frank Stäbler | –66kg (m)   | kwartfinale | tweede ronde won van Edgaras Venckaitis (3–2) kwartfinale verloor van Davor Štefanek (2–6) herkansing verloor van Tomohiro Inoue (2–2)                                                                                               |
| Denis Kudla   | –85kg (m)   | Brons       | eerste ronde won van Janarbek Kenjejev (2–0) tweede ronde won van Robert Kobliasjvili (1–1) kwartfinale verloor van Davit Chakvetadze (0–8) herkansing won van Habibollah Akhlaghi (1–1) bronzen finale won van Viktor Lőrincz (3–3) |
| Eduard Popp   | –130 kg (m) |             | |

### Zeilen
| Olympiër                          | Discipline   | Resultaat | Prestatie                |
| --------------------------------- | ------------ | --------- | ------------------------ |
| Toni Wilhelm                      | RS:X (m)     | 6e        | totaal: 119 punten (6e)  |
| Philipp Buhl                      | Laser (m)    | 14e       | totaal: 160 punten (14e) |
| Ferdinand Gerz Oliver Szymanski   | 470 (m)      | 11e       | totaal: 118 punten (11e) |
| Erik Heil Thomas Plößel           | 49er (m)     | Brons     | totaal: 97 punten (3e)   |
|                                   |              |           |                          |
| Annika Bochmann Marlene Steinherr | 470 (v)      | 18e       | totaal: 142 punten (18e) |
| Victoria Jurczok Anika Lorenz     | 49erFX (v)   | 9e        | totaal: 127 punten (9e)  |
|                                   |              |           |                          |
| Paul Kohlhoff Carolina Werner     | Nacra 17 (g) | 13e       | totaal: 133 punten (13e) |

### Zwemmen
| Olympiër                                                             | Discipline            | Resultaat | Prestatie                                                            |
| -------------------------------------------------------------------- | --------------------- | --------- | -------------------------------------------------------------------- |
| Damian Wierling                                                      | 50m vrije slag (m)    | 19e       | series: 22.18 (19e)                                                  |
| Björn Hornikel                                                       | 100m vrije slag (m)   | 39e       | series: 49.62 (39e)                                                  |
| Damian Wierling                                                      | 100m vrije slag (m)   | 15e       | series: 48.35 (7e) halve finale: 48.66 (15e)                         |
| Paul Biedermann                                                      | 200m vrije slag (m)   | 6e        | series: 1:45.78 (2e) halve finale: 1:45.69 (4e) finale: 1:45.84 (6e) |
| Christoph Fildebrandt                                                | 200m vrije slag (m)   | 28e       | series: 1:47.81 (28e)                                                |
| Clemens Rapp                                                         | 400m vrije slag (m)   | 24e       | series: 3:49.10 (24e)                                                |
| Florian Vogel                                                        | 400m vrije slag (m)   | 9e        | series: 3:45.49 (9e)                                                 |
| Florian Wellbrock                                                    | 1500m vrije slag (m)  | 32e       | series: 15:23.88 (32e)                                               |
| Jan-Philip Glania                                                    | 100m rugslag (m)      | 12e       | series: 53.87 (15e) halve finale: 53.94 (12e)                        |
| Christian Diener                                                     | 200m rugslag (m)      | 7e        | series: 1:56.62 (9e) halve finale: 1:56.37 (8e) finale: 1:56.27 (7e) |
| Jan-Philip Glania                                                    | 200m rugslag (m)      | 9e        | series: 1:56.50 (6e) halve finale: 1:56.53 (9e)                      |
| Christian vom Lehn                                                   | 100m schoolslag (m)   | 12e       | series: 1:00.13 (15e) halve finale: 1:00.23 (12e)                    |
| Marco Koch                                                           | 200m schoolslag (m)   | 7e        | series: 2:08.98 (5e) halve finale: 2:08.12 (7e) finale: 2:08.00 (7e) |
| Steffen Deibler                                                      | 100m vlinderslag (m)  | 18e       | series: 52.14 (18e)                                                  |
| Phillip Heintz                                                       | 200m wisselslag (m)   | 6e        | series: 1:57.59 (2e) halve finale: 1:58.85 (8e) finale: 1:57.48 (6e) |
| Jacob Heidtmann                                                      | 400m wisselslag (m)   | DSQ       | DSQ                                                                  |
| Johannes Hintze                                                      | 400m wisselslag (m)   | 18e       | series: 4:18.25 (18e)                                                |
| Steffen Deibler Björn Hornikel Damian Wierling Philip Wolf           | 4×100m vrije slag (m) | 11e       | series: 3:14.97 (11e)                                                |
| Paul Biedermann Christoph Fildebrandt Clemens Rapp Florian Vogel     | 4×200m vrije slag (m) | 6e        | series: 7:07.66 (4e) finale: 7:07.28 (6e)                            |
| Steffen Deibler Jan-Philip Glania Christian vom Lehn Damian Wierling | 4×100m wisselslag (m) | 7e        | series: 3:33.67 (8e) finale: 3:33.50 (7e)                            |
| Christian Reichert                                                   | 10km open water (m)   | 9e        | 1:53:04.7 (9e)                                                       |
|                                                                      |                       |           |                                                                      |
| Dorothea Brandt                                                      | 50m vrije slag (v)    | 14e       | series: 24.77 (13e) halve finale: 24.71 (14e)                        |
| Annika Bruhn                                                         | 200m vrije slag (v)   | 20e       | series: 1:58.48 (20e)                                                |
| Sarah Köhler                                                         | 400m vrije slag (v)   | 10e       | series: 4:06.55 (10e)                                                |
| Leonie Beck                                                          | 800m vrije slag (v)   | 25e       | series: 8:47.47 (25e)                                                |
| Sarah Köhler                                                         | 800m vrije slag (v)   | 8e        | series: 8:24.65 (7e) finale: 8:27.75 (8e)                            |
| Lisa Graf                                                            | 200m rugslag (v)      | 13e       | series: 2:08.67 (4e) halve finale: 2:09.56 (13e)                     |
| Jenny Mensing                                                        | 200m rugslag (v)      | 16e       | series: 2:10.68 (16e) halve finale: 2:10.15 (16e)                    |
| Alexandra Wenk                                                       | 100m vlinderslag (v)  | 22e       | series: 58.49 (22e)                                                  |
| Franziska Hentke                                                     | 200m vlinderslag (v)  | 11e       | series: 2:07.59 (9e) halve finale: 2:07.67 (11e)                     |
| Alexandra Wenk                                                       | 200m wisselslag (v)   | 11e       | series: 2:12.46 (13e) halve finale: 2:12.13 (11e)                    |
| Franziska Hentke                                                     | 400m wisselslag (v)   | 21e       | series: 4:43.32 (21e)                                                |
| Annika Bruhn Sarah Köhler Paulina Schmiedel Leonie Kullmann          | 4×200m vrije slag (v) | 12e       | series: 7:56.74 (12e)                                                |
| Annika Bruhn Lisa Graf Vanessa Grimberg Alexandra Wenk               | 4×100m wisselslag (v) | 12e       | series: 4:02.19                                                      |
| Isabelle Härle                                                       | 10km open water (v)   | 6e        | 1:57:22,1 (6e)                                                       |